# Wilhelm Ostwald

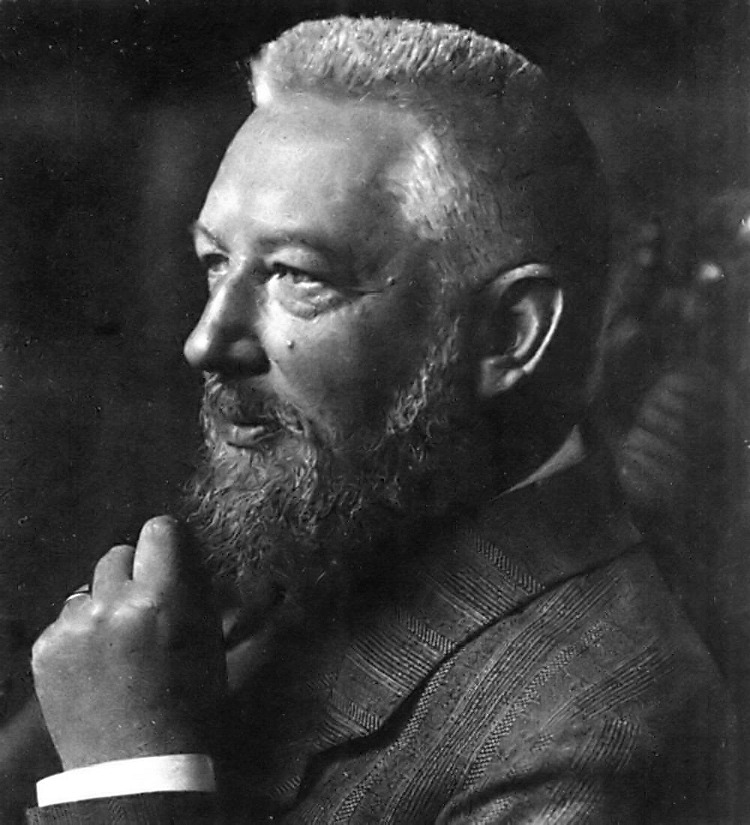
Wilhelm Ostwald

Wilhelm Friedrich Ostwald (russisch Ви́льгельм Фри́дрих О́ствальд; * 21. Augustjul. / 2. September 1853greg. in Riga, Gouvernement Livland; † 4. April 1932 in Leipzig) war ein deutschbaltischer Chemiker, Philosoph, Soziologe, Wissenschaftsorganisator, ‑theoretiker und ‑historiker. Er gilt als einer der Begründer der Physikalischen Chemie und lehrte an der Universität Leipzig. Sein Laboratorium und das von ihm 1898 begründete Wilhelm-Ostwald-Institut für Physikalische und Theoretische Chemie der Universität machte er zu einem Zentrum der neuen Wissenschaftsdisziplin.
Mit zahlreichen Artikeln, Vorträgen und Publikationen, der Herausgabe von populären Lehrbüchern, der Gründung von Zeitschriften, Buchreihen und Organisationen erreichte er eine herausragend hohe Wirksamkeit als Wissenschaftsorganisator.
Um 1895 machte Ostwald den Versuch, den (naturwissenschaftlichen) Materialismus durch eine sogenannte energetische Weltanschauung zu überwinden.
Ostwald erhielt 1909 den Nobelpreis für Chemie für seine Arbeiten über die Katalyse sowie seine Untersuchungen über Gleichgewichtsverhältnisse und Reaktionsgeschwindigkeiten. Später wurde die von ihm untersuchte Ostwald-Reifung, ein kolloidchemischer Prozess, nach ihm benannt.

## Leben

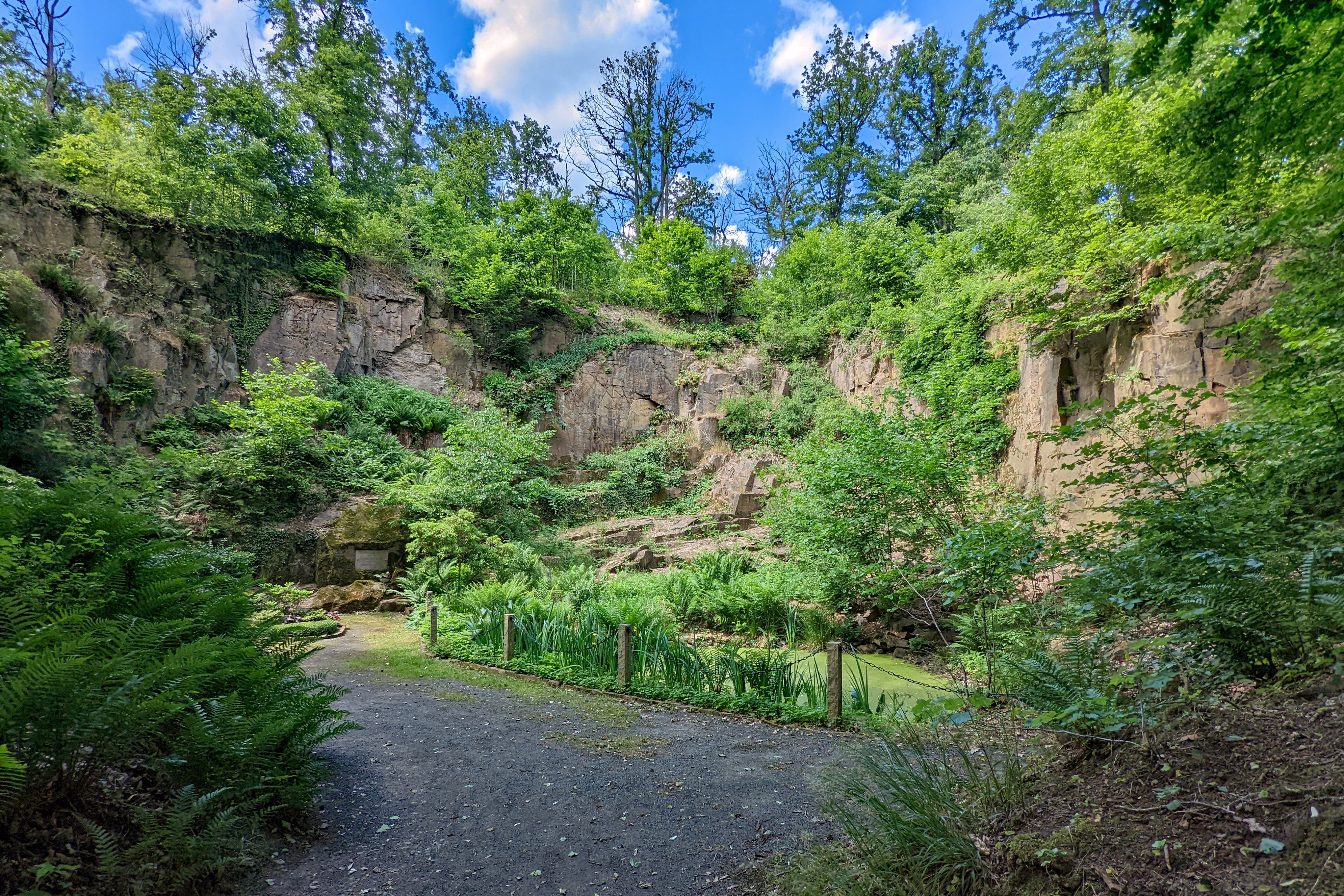
Gesamtaufnahme des Steinbruchs im Park seines Landsitzes „Energie“ in Großbothen mit der Grabstätte (links)

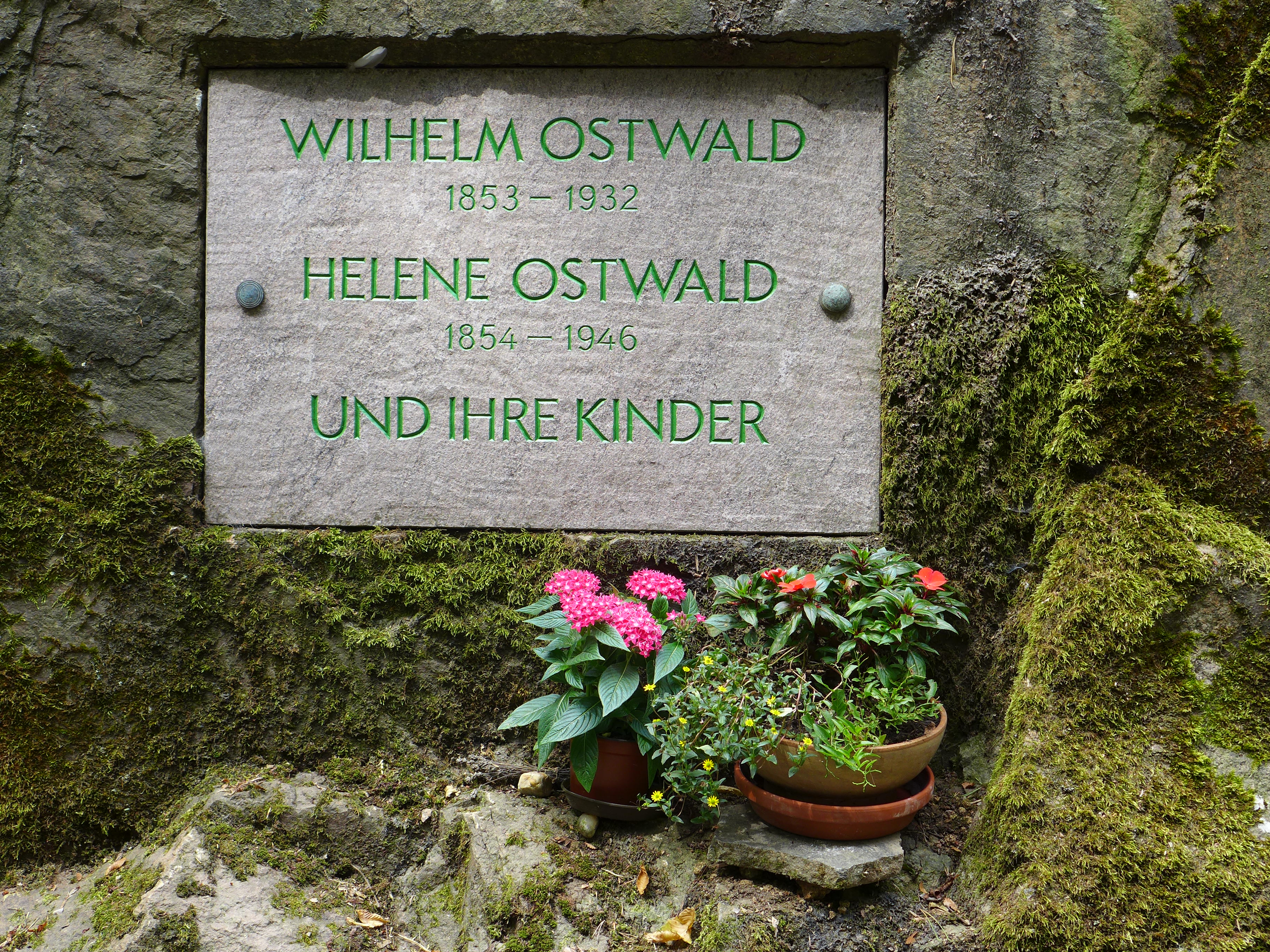
Grabplatte für Wilhelm Ostwald und seine Familie

Am 2. September 1853 wurde Wilhelm Friedrich Ostwald als zweiter von drei Söhnen des Böttchermeisters Wilhelm Gottfried Ostwald (1824–1903) und dessen Ehefrau Elisabeth, geborene Leuckel (1832–1920), im damals zum Russischen Kaiserreich gehörenden Riga geboren (heute Lettland). Ein Bruder war der Forstwissenschaftler Eugen Ostwald. Die Vorfahren stammten aus Hessen und Berlin.
Von 1864 bis 1871 besuchte Ostwald das Realgymnasium in Riga und schloss es mit dem Abitur ab. 1872 begann er ein Chemiestudium an der Kaiserlichen Universität Dorpat. Während dieser Zeit war Ostwald in der Studentenverbindung Fraternitas Rigensis aktiv. 1875 beendete er sein Studium mit der Kandidatenarbeit und wurde Assistent am physikalischen Institut bei Arthur von Oettingen, später am chemischen Institut bei Carl Schmidt. 1877 legte Ostwald seine Magisterarbeit zum Thema „Volumchemische Studien über Affinität“ vor. Im folgenden Jahr beendete er seine Dissertation „Volumchemische und optisch-chemische Studien.“ Im Jahr 1880 wurde Ostwald zum Privatdozenten für physikalische Chemie an der Universität Dorpat ernannt. Er arbeitete ab 1880 auch als Lehrer für Physik, Mathematik und Chemie an einer Mittelschule. Im Jahr 1881 war am Polytechnikum von Riga eine Professorenstelle neu zu besetzen. Ostwalds Bewerbung war erfolgreich. In seiner Empfehlung schrieb Carl Schmidt unter anderem: „Ostwald ist mein mehrjähriger Assistent, vorher der des physikalischen Instituts; er wird ein Stern erster Größe, auf dem Grenzgebiete zwischen Chemie und Physik, dessen Bearbeitung beiderseitige gleichgründliche Durchbildung zur unerläßlichen Bedingung tüchtiger Erfolge macht. Ostwald ist außerdem ein sehr geschickter und gewandter Experimentator, Mechaniker und Glasbläser etc., der sich seine Apparate in ingeniösester Weise, trotz dem besten Mechanikus zusammenbläst und arrangiert, eine unermüdliche Arbeitskraft, besitzt eine treffliche mündliche wie schriftliche Darstellungsgabe, klar, concis, streng logisch, auch für weitere Kreise geeignet … C. S.“

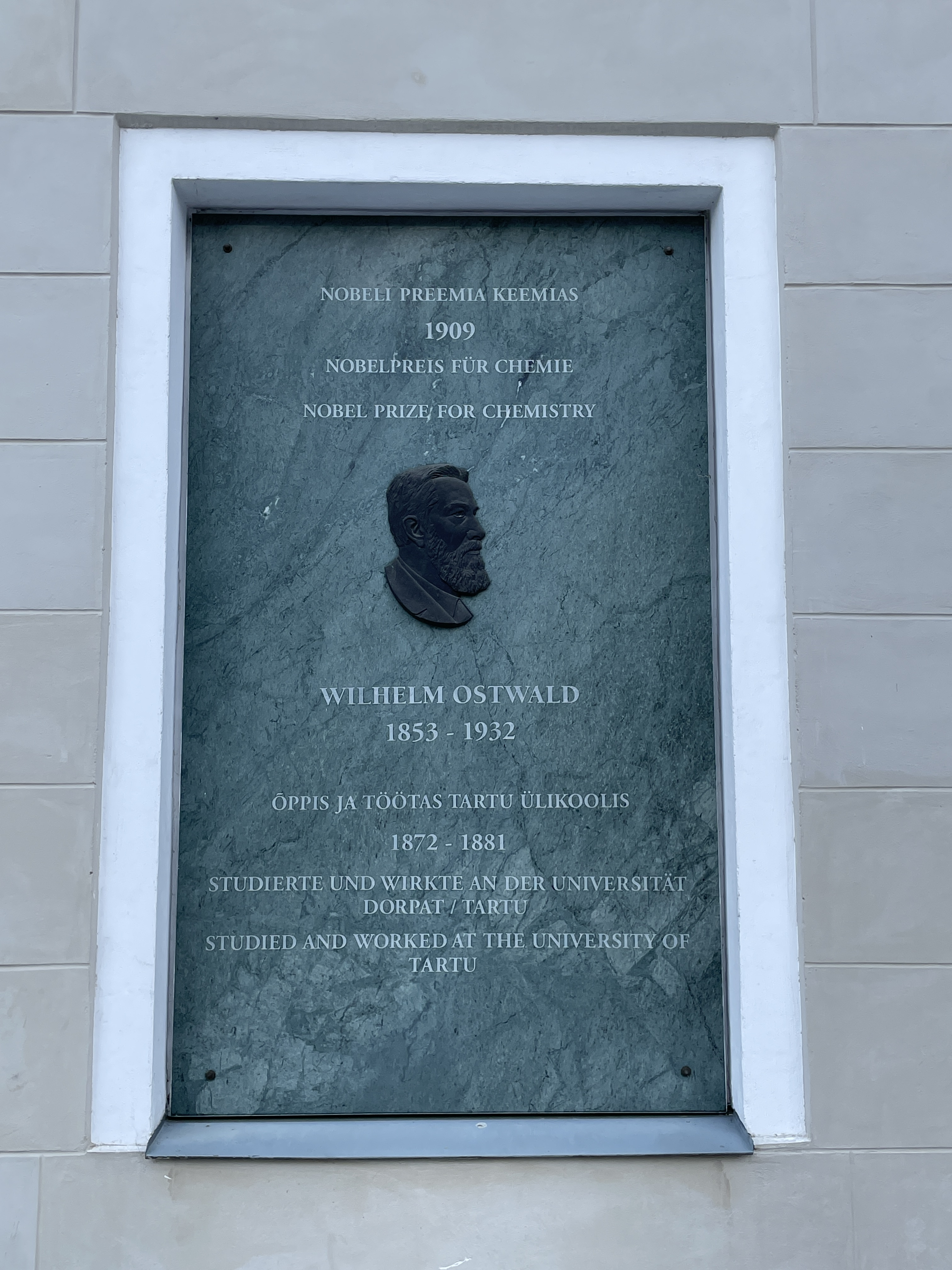
Gedenkplatte in Tartu

Im Jahre 1880 heiratete Wilhelm Ostwald in Riga Helene (Nelly) Mathilde von Reyher (1854–1946); sie hatten fünf Kinder:
- Grete Ostwald ist 1882 in Riga geboren († 1960), sie verwaltete den Nachlass ihres Vaters und schrieb ein Buch über ihn.
- Wolfgang Ostwald ist 1883 in Riga geboren († 1943), er war als Chemiker ebenfalls bekannt.
- Elisabeth Brauer, geborene Ostwald, ist 1884 in Riga geboren († 1968). Ihr Ehemann, Eberhard Brauer, war Assistent bei Wilhelm Ostwald. Ihr Sohn Georg Brauer hatte den Lehrstuhl für Anorganische Chemie an der Albert-Ludwigs-Universität Freiburg inne. Ihr Sohn Peter war dort Physik-Professor.
- Walter Ostwald ist 1886 in Riga geboren († 1958). Er war Chemiker (Kraftstoffe Aral, Verbrennungstechnik).
- Carl Otto Ostwald ist 1890 in Leipzig geboren († 1958).[7]

Ab 1882 wirkte Ostwald als Professor für Chemie und Ordinarius am Polytechnikum Riga. 1883 und 1887 unternahm er Studienreisen durch das deutschsprachige Mitteleuropa. Im Jahre 1884 begegneten sich Svante Arrhenius und Wilhelm Ostwald in Stockholm zum ersten Mal und begründeten ihre lebenslange Freundschaft. Noch während der zweiten Reise berief der sächsische Kultusminister 1887 Ostwald auf den Lehrstuhl für physikalische Chemie an der Universität Leipzig. 1898 konnte er sein neues Physikalisch-chemisches Institut einweihen. 1901 erwarb er ein Grundstück mit einem Sommerhaus in Großbothen. Im gleichen Jahr kündigte Ostwald eine Vorlesung zur Naturphilosophie an. Die Veranstaltung musste wegen des großen Zuspruchs in das Auditorium Maximum der Leipziger Universität verlegt werden. 1902 erhielt Ostwald die Ehrenmitgliedschaft des Pharmazeutisch-Naturwissenschaftlichen Vereins, dem er auch nach der Umwandlung zum Corps Vandalia die Treue hielt. 1904 folgte er einer Einladung zum Kongress für Wissenschaft und Kunst nach St. Louis (USA) in die Sektion Philosophie. Im Jahre 1905 spitzten sich zwischen Ostwald und der philosophischen Fakultät einige bereits länger andauernde Konflikte zu. Wie er in seiner Autobiographie schildert, war er mit der lutheranisch geprägten Universitätsleitung und prominenten Vertretern der geisteswissenschaftlichen Fakultäten aneinandergeraten, als er die Weigerung der Universität kritisierte, die Trauerfeier für den Chemiker (und ehemaligen Universitätsrektor) Johannes Wislicenus, der einer Freikirche angehörte, in der Universitätskirche stattfinden zu lassen. Als er dann 1905 beantragte, von Vorlesungen entbunden zu werden, um sich mehr der Forschung zu widmen, erhielt er starke Kritik aus den Fakultäten. Ostwald reichte daraufhin sein Entlassungsgesuch ein. Vom Herbst 1905 bis zum Sommer 1906 hielt er an der Harvard University, am MIT und an der Columbia-University in New York Vorlesungen zur physikalischen Chemie und zur Naturphilosophie.

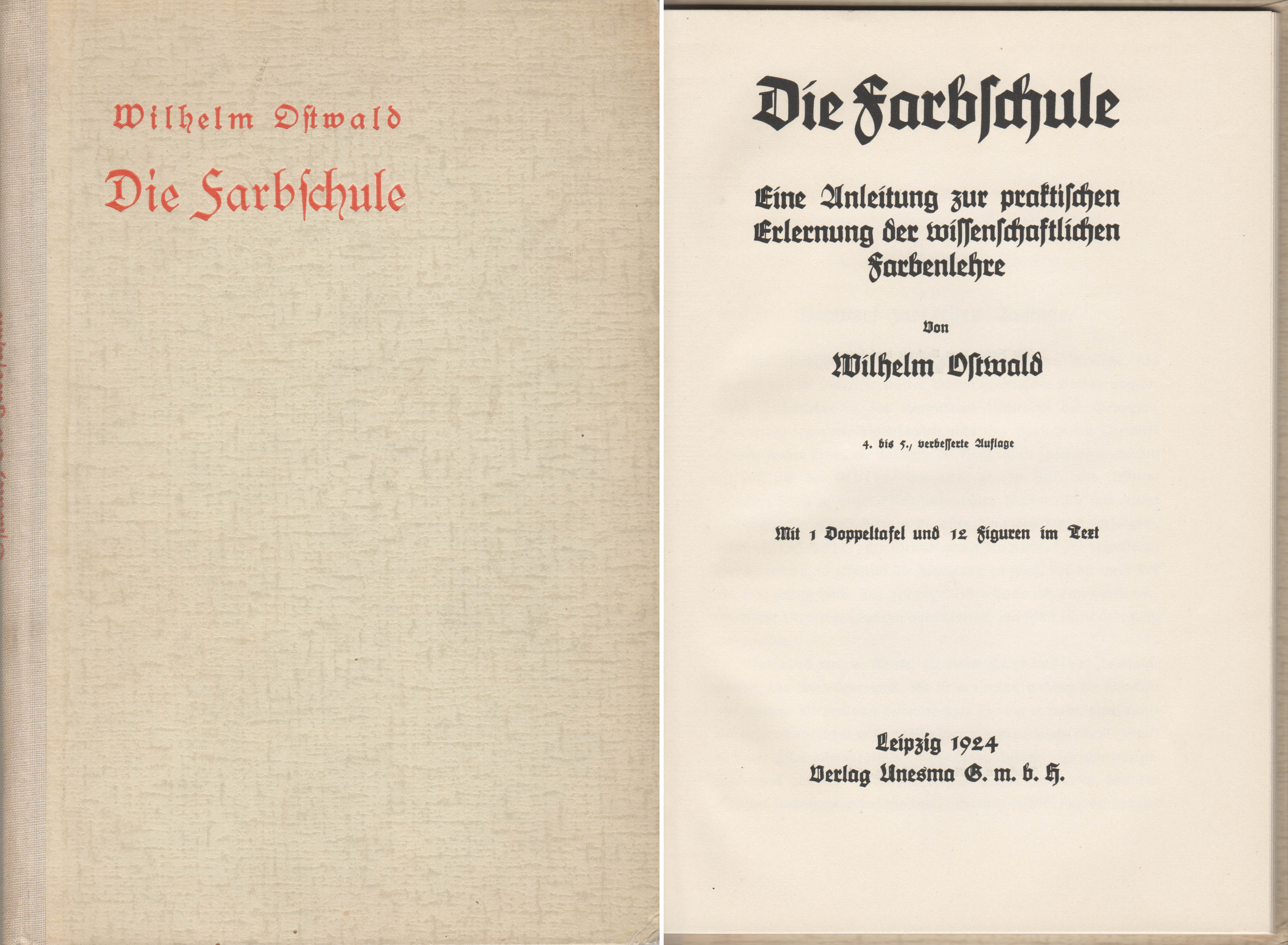
Die Farbschule, Verlag Unesma GmbH Leipzig 1924

Nach seiner Rückkehr wurde Ostwald 1906 emeritiert und verlegte seinen Wohnsitz in das Haus „Energie“ nach Großbothen, um nun als „freier Forscher“ zu arbeiten. Ab 1912 nutzte der Sohn Wolfgang Ostwald das „Waldhaus“ im Großbothener Grundstück als Sommerwohnung. Im Jahre 1913 gründete Ostwald seinen eigenen Verlag UNESMA. Nach Beginn des Ersten Weltkriegs waren die internationalen Verbindungen unterbrochen und seine Aktivitäten kamen weitgehend zum Erliegen. Vor allem deshalb wandte er sich Farbstudien zu. Im Jahre 1914 wurde das Haus „Glückauf“ für die Familie des Sohnes Walter Ostwald errichtet. 1916 entstand ein Laborgebäude, das man später als „Werk“ bezeichnete. Erst 1927 erfolgte der Anschluss aller Gebäude an die örtliche Elektroenergieversorgung. Die Selbstbiographie Lebenslinien von Ostwald erschien 1926 und 1927. Wilhelm Ostwald starb 1932 in einem Leipziger Krankenhaus. Seine Urne ist im Steinbruch des Landsitzes „Energie“, seit 2009 Wilhelm-Ostwald-Park in Großbothen beigesetzt.

## Wirken in der Chemie
Wilhelm Ostwald entwickelte zwischen 1875 und 1878 bei Arthur von Oettingen an der Universität Dorpat in seiner Magisterarbeit zum Thema „Volumenchemische Studien über Affinität“ ein Pyknometer zur Dichtebestimmung. Zwischen 1882 und 1887 konstruierte er in Riga einen Thermostaten, einen Rheostaten und ein Viskosimeter. Wilhelm Ostwald untersuchte in dieser Zeit die Hydrolyse von Methylacetat durch Säureeinfluss mit konduktometrischen Messungen. Zur Bestätigung folgten Leitfähigkeits-Messungen mit verschiedenen Säuren und Salzen. Er ermittelte, je nach Konzentration der Lösung, eine Proportionalitätskonstante, die er Affinitätskonstante nannte. Zwischen 1884 und 1885 publizierte er die Ergebnisse und konnte viele Affinitätskonstanten (KS-Werte) für Säuren bzw. Basen und ihre Proportionalität ermitteln. Das Ergebnis ging in das 1888 publizierte Ostwaldsche Verdünnungsgesetz. für Säuren in die Wissenschaft ein. Ostwald konnte an organischen Säuren zeigen, dass nur ein kleiner Anteil der Teilchen dissoziiert. Über die Elektrolyten und die Dissoziation gab es zu dieser Zeit noch keine klaren Vorstellungen. Die allgemeine Ansicht war, dass Ionen nur sehr reaktionsfähige Atome seien. Als Ostwald im Jahre 1884 eine Arbeit des noch unbekannten schwedischen Chemikers Svante Arrhenius las, reiste er zu ihm nach Uppsala und führte mit ihm gemeinsam Dichtemessungen mit dem Viskosimeter durch. Wilhelm Ostwald schreibt in einer kurzen Notiz: „Dem Autor dieser Abhandlungen, die zu dem Bedeutendsten gehören, was auf dem Gebiet der Verwandtschaftslehre publicirt worden ist, kommt nicht nur die Priorität der Publikation, sondern auch die der Idee zu …“ Beide begründeten in kollegialer Freundschaft die Theorie der Dissoziation und bezogen die Erkenntnisse von Jacobus Henricus van ’t Hoff zum osmotischen Druck mit ein. In dieser Zeit begründete er zusammen mit Svante Arrhenius, Jacobus Henricus van ’t Hoff und Walther Nernst die physikalische Chemie. Ab 1890 trat Wilhelm Ostwald auf internationalen Kongressen vehement für die Dissoziationstheorie ein. Im Jahre 1892 übersetzte und publizierte Wilhelm Ostwald die „Thermodynamischen Studien“ von Josiah Willard Gibbs, wodurch dessen Ideen im deutschsprachigen Raum bekannt wurden (Gibbs-Energie). Im Ergebnis dieser Studien kam Wilhelm Ostwald 1893 zu der Überzeugung, dass ein perpetuum mobile zweiter Art unmöglich ist. Man könne keine Maschine konstruieren, die verschiedene Energieformen vollständig ineinander umwandelt. Wilhelm Ostwald benutzte ab 1893 die von einem seiner Schüler entwickelte Kalomel-Elektrode als Normalelektrode für potentiometrische Messungen zur Bestimmung von Potentialdifferenzen von verschiedenen Metallen. Im gleichen Jahr wandte sich Ostwald der Dissoziation von reinem Wasser und der Bestimmung des Ionenproduktes zu. 1897 beschrieb er die Ostwald-Reifung, denn wie ein feines Pulver löslicher sein müsse als ein grobes, müssten kleine Tropfen nach dem Gibbs-Thomson-Effekt einen größeren Dampfdruck haben als große, denn der Dampfdruck- und Konzentrationsunterschied in einem geschlossenen System gleiche sich aus, deshalb schrumpften die kleinen Kolloide, die großen aber wüchsen weiter. Die Entdeckung dieses Effektes war u. a. für die Produktion von Salben und Emulsionen von Bedeutung. Die von ihm 1897 formulierte und nach ihm benannte Ostwaldsche Stufenregel kann sowohl auf chemische Reaktionen als auch auf physikalische Vorgänge angewendet werden. Sie besagt, dass bei einer chemischen Reaktion das System nicht von einem energiereichen Zustand unmittelbar in den energetisch günstigsten Zustand übergeht, sondern meist eine oder mehrere Zwischenstufen durchläuft. Zusätzlich gilt oft die Ostwald-Volmer-Regel, nach der bei energetisch ähnlichen Systemen zunächst das mit geringerer Dichte bevorzugt wird. Unter bestimmten Bedingungen werden allerdings die möglichen Zwischenstufen übersprungen.

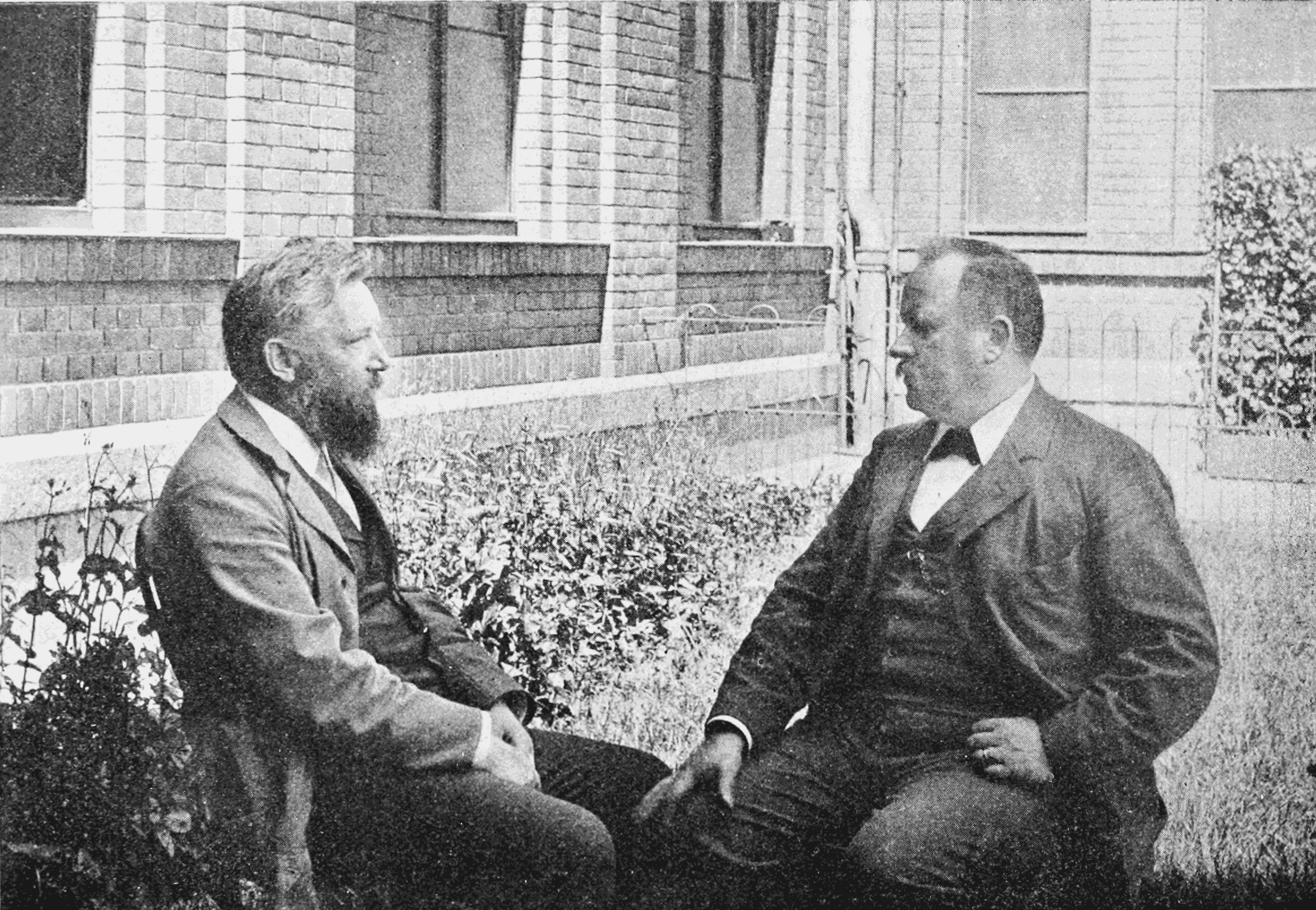
Wilhelm Ostwald (links) mit Svante Arrhenius (1904)

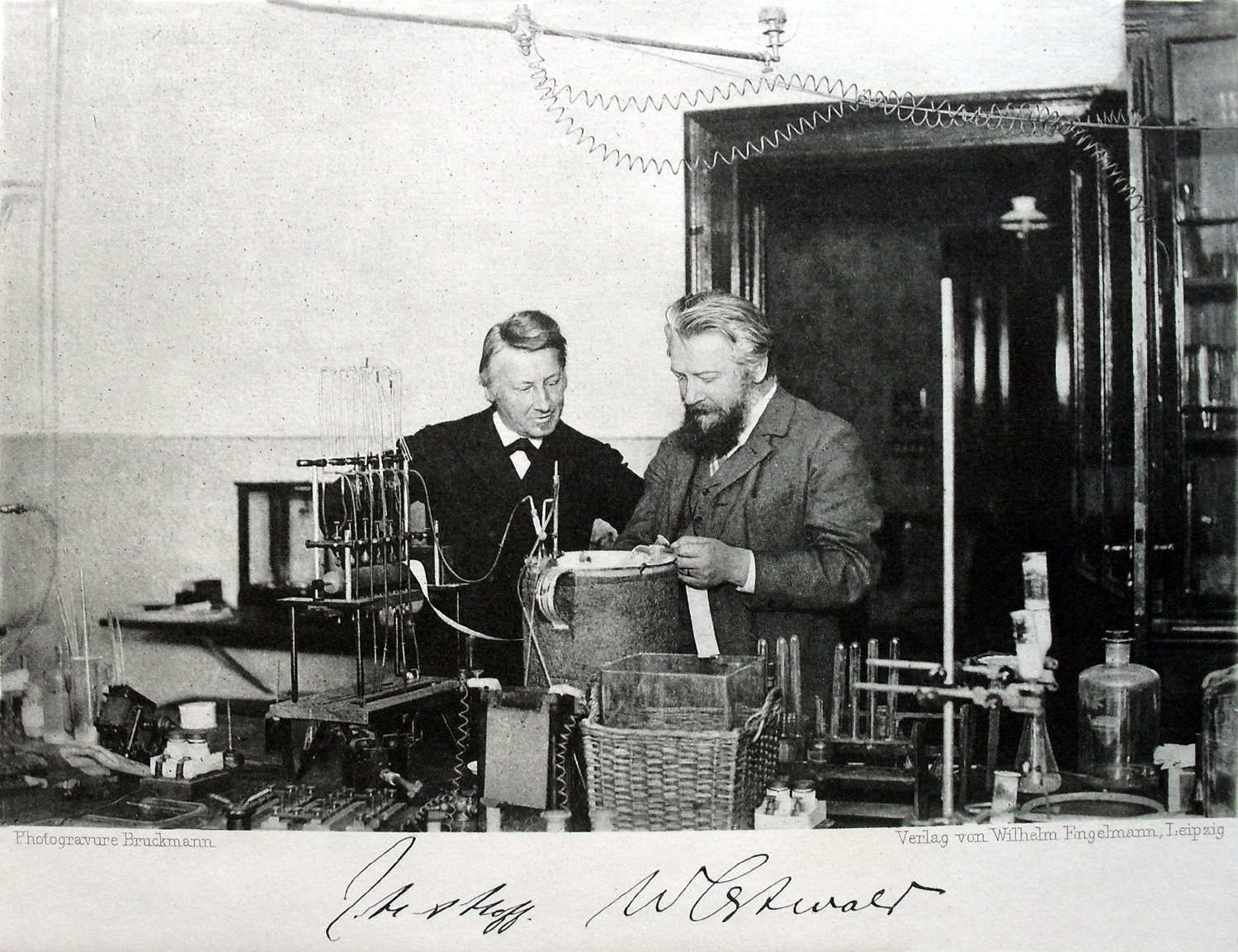
Wilhelm Ostwald (rechts) mit Jacobus Henricus van ’t Hoff im Labor (1905)

Ab 1894 erforschte Wilhelm Ostwald katalytische Vorgänge. Er bearbeitete sowohl anorganische, organische als auch biochemische Fragestellungen und definierte die Mehrzahl der Lebensvorgänge als katalytische Prozesse. Eine erste Bestimmung des Katalyse-Begriffes veröffentlichte der Wissenschaftler im gleichen Jahr: Der Chemiker Friedrich Stohmann definierte in einem Aufsatz die Katalyse mit den Worten: „Katalyse ist ein Bewegungsvorgang der Atome in den Molekülen labiler Körper, welcher unter dem Hinzutritt einer von einem anderen Körper ausgesandten Kraft erfolgt und unter Verlust von Energie zur Bildung stabilerer Körper führt.“ Wilhelm Ostwald setzt sich in einer Besprechung dieser Arbeit damit kritisch auseinander und erläuterte: „Diese Beschleunigung erfolgt ohne Änderung der allgemeinen Energieverhältnisse, da man sich nach abgelaufener Reaktion die fremden Stoffe wieder aus dem Reaktionsgebiet entfernt denken kann, so daß die bei dem Zusatz etwa verbrauchte Energie bei der Entfernung wieder gewonnen wird oder umgekehrt. Immer aber müssen diese Vorgänge, wie alle natürlichen, in dem Sinne erfolgen, daß die freie Energie des ganzen Gebildes abnimmt.“ Später schrieb Wilhelm Ostwald, dass der Katalysator ein Stoff sei, der die Geschwindigkeit einer chemischen Reaktion erhöhe, ohne selbst dabei verbraucht zu werden und ohne die endgültige Lage des thermodynamischen Gleichgewichts in dieser Reaktion zu verändern. Der katalytische Einfluss führt aber mitunter zu gekoppelten Reaktionen, die nicht immer das stabilste Produkt, sondern das nächstliegende Produkt bilden. So bildet sich durch katalytischen Einfluss bei der Reaktion von Phosphor mit Sauerstoff das energetisch höher stehende Ozon. Diese Reaktion ist sogar in wässrigen Milieu durch die Bildung von Wasserstoffperoxid möglich. Einzelne Reaktionszwischenprodukte können bei einer Reaktion eine thermodynamisch höhere Energie annehmen, wenn im weiteren Reaktionsverlauf das Endprodukt zu einer Verminderung der freien Energie gegenüber dem Ausgangsstoff führt.
Gemeinsam mit Brauer untersuchte er ab 1900 die katalytische Umsetzung des Ammoniaks zu Salpetersäure unter Laborbedingungen und entwickelte das Ostwald-Verfahren zur Herstellung von Salpetersäure durch die Oxidation von Ammoniak. Wilhelm Ostwald wandte sich vor allem solchen katalytischen Prozessen zu, die für die chemische Industrie von großer wirtschaftlicher Bedeutung waren.
Wilhelm Ostwalds Assistent und Schwiegersohn Eberhard Brauer errichtete 1901 auf dem Gelände einer aufgelassenen Pulverfabrik in Niederlehme bei Königs-Wusterhausen eine Versuchsanlage, in der im Februar 1902 die Säureproduktion begann. 1905 wurde die Produktion in Gerthe bei Bochum in größerem Umfang fortgesetzt. Bereits 1906 konnten in dieser Anlage täglich 300 kg Salpetersäure produziert werden. Die Vorarbeiten Wilhelm Ostwalds und seiner Schüler Eberhard Brauer und Max Bodenstein begünstigten die Entwicklung des Haber-Bosch-Verfahrens.
Im Jahr 1909 erhielt Wilhelm Ostwald den Nobelpreis für Chemie für seine Arbeiten über „Katalyse und die Bedingungen des chemischen Gleichgewichtes und die Geschwindigkeiten chemischer Reaktionen“ Mit dieser höchsten Anerkennung für einen Naturwissenschaftler würdigte das Nobelpreiskomitee nicht nur diese Leistung, sondern auch sein jahrzehntelanges Wirken als Forscher und Hochschullehrer. Mit der Ehrung war das Vorschlagsrecht für den Nobel-Preis der Folgejahre verbunden. Er nutzte es, um 1910, und später nochmals, Albert Einstein für den Physik-Nobelpreis vorzuschlagen, der schließlich 1921 den Nobel-Preis erhält.

### Lehrsätze zur Katalyse
„Katalyse ist die Beschleunigung eines langsam verlaufenden chemischen Vorgangs durch die Gegenwart eines fremden Stoffes.“

„Ein Katalysator ist jeder Stoff, der, ohne im Endprodukt einer chemischen Reaktion zu erscheinen, ihre Geschwindigkeit verändert.“

### Lehrbücher (Auswahl, Erstauflagen)

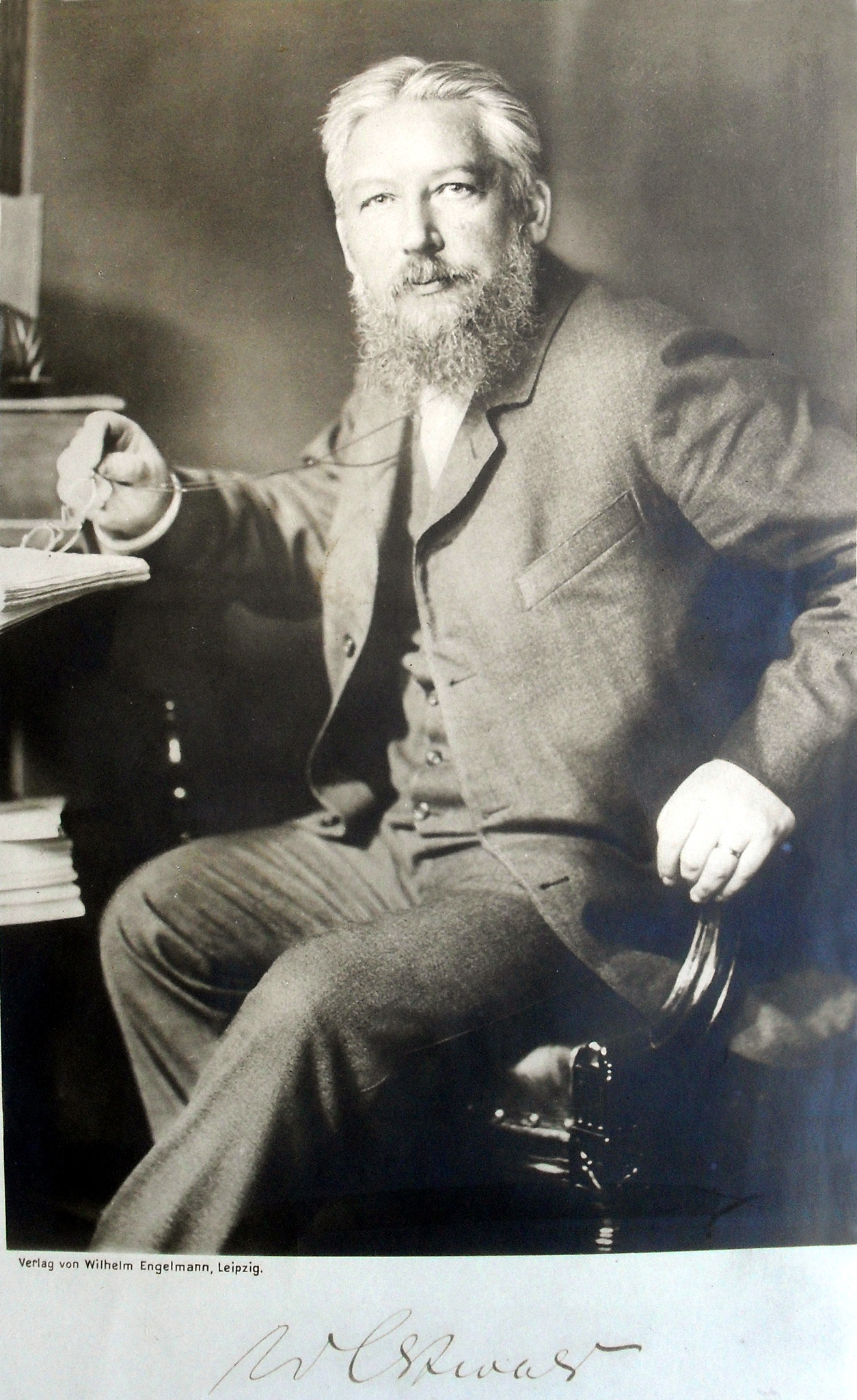
Wilhelm Ostwald (1903)

- Lehrbuch der allgemeinen Chemie in zwei Bänden. Engelmann. Leipzig 1885 und 1887.
- Grundriss der allgemeinen Chemie. Engelmann. Leipzig 1889.
- Hand- und Hilfsbuch zur Ausführung physiko-chemischer Messungen. Engelmann. Leipzig 1893.
- Die wissenschaftlichen Grundlagen der analytischen Chemie: elementar dargestellt. Engelmann. Leipzig 1894. Ostwald führt in diesem Buch die Begriffe Dissoziationskonstanten, Löslichkeitsprodukt, Ionenprodukt, Wasserstoffionenkonzentration und Indikatorgleichgewichte in die analytische Chemie ein.
- Elektrochemie: ihre Geschichte und Lehre. Veit, Leipzig 1894–1896.
- Grundlinien der anorganischen Chemie. Engelmann, Leipzig 1900.
- Die Schule der Chemie: erste Einführung in die Chemie für jedermann. Vieweg, Braunschweig 1903. Band 1. Allgemeines; Band 2. Die Chemie der wichtigsten Elemente und Verbindungen. 1904.
- Leitlinien der Chemie: 7 gemeinverständliche Vorträge aus der Geschichte der Chemie. Akademische Verlagsgesellschaft, Leipzig 1906.
- Prinzipien der Chemie: eine Einleitung in alle chemischen Lehrbücher. Akademische Verlagsgesellschaft, Leipzig 1907.
- Grundriß der Naturphilosophie. Reclam, Leipzig 1908 (Digitalisat).
- Einführung in die Chemie: ein Lehrbuch zum Selbstunterricht und für höhere Lehranstalten. Franckh, Stuttgart 1910.
- Entwicklung der Elektrochemie in gemeinverständlicher Darstellung. Barth, Leipzig 1910.
- Die Mühle des Lebens: physikalisch-chemische Grundlagen der Lebensvorgänge. Thomas, Leipzig 1911.
- Die chemische Literatur und die Organisation der Wissenschaft. Akademische Verlagsgesellschaft, Leipzig 1919.

### Populärwissenschaftlich-philosophische Literatur (Auswahl)
- Erfinder und Entdecker, Frankfurt am Main 1905 – Internet Archive
- Die Energie, Leipzig 1908 – Internet Archive
- Die Philosophie der Werte,  Leipzig 1913 – Internet Archive

### Zeitschriften
Im Jahr 1887 gründete Wilhelm Ostwald die „Zeitschrift für physikalische Chemie, Stöchiometrie und Verwandtschaftslehre“. Er gewann Jacobus Henricus van ’t Hoff als Mitherausgeber und weitere international bekannte Wissenschaftler. Ostwald gab bis zum Jahr 1922 die Zeitschrift heraus, die bis zu diesem Zeitpunkt 100 Bände umfasste.

### Reihen
1889 erschien der erste Band der Reihe Ostwalds Klassiker der exakten Wissenschaften. Bis zum Dezember 1893 erschienen 43 Bände, davon 11 von Wilhelm Ostwald bearbeitete. Nach 1893 gab Wilhelm Ostwald noch fünf Hefte heraus. Bisher sind mehr als 280 Titel erschienen. 1909 begann die Reihe Große Männer: Studien zur Biologie des Genies. Der zweite Band der Reihe erschien 1911, Band 3 ein Jahr später, er war Jacobus Henricus van ’t Hoff gewidmet. 1932 erschien als 11. und letzter Band eine Biografie von Svante Arrhenius.

### Mitarbeiter (Auswahl)
Zwischen 1887 und 1906 arbeiteten bei Wilhelm Ostwald 352 Wissenschaftler aus 30 Nationen. Unter Wilhelm Ostwalds Leitung fanden 148 Promotionsverfahren und zehn Habilitationen statt.
Unter anderem studierten bei Wilhelm Ostwald:
- Georg Bredig (1868–1944), Professuren für Chemie an mehreren Hochschulen.
- Theodor Paul (1862–1928), Professur für Pharmazie in München, Leiter der „Deutschen Forschungsanstalt für Lebensmittelchemie“.
- Paul Walden (1863–1957), Professuren für Chemie in Riga, St. Petersburg, Rostock.
- Max Le Blanc (1865–1943), Professuren in Leipzig, Karlsruhe. Er bestimmte die Zersetzungsspannung von Elektrolytlösungen.
- Arthur Amos Noyes (1866–1936), Professor für theoretische Chemie am Massachusetts Institute of Technology Boston.
- Theodore William Richards (1868–1928), Professor, Nobelpreisträger von 1914.
- Robert Luther (1868–1945), Professuren für Photochemie in Leipzig, Dresden.
- Werner von Bolton (1868–1912), Leiter des zentralen Laboratoriums von Siemens & Halske. Er entdeckte die Vorzüge von Tantal für die Herstellung von Glühfäden.
- Mordko Herschkowitsch (1868–1932), Chemiker bei Carl Zeiss Jena.
- William Lash Miller (1866–1940), kanadischer Chemiker und Professor in Toronto
- Alwin Mittasch (1869–1953), Professor, Forschungsleiter in der BASF Ludwigshafen.
- Fritz Pregl (1869–1930), Professor, Nobelpreisträger von 1923.
- Frederick George Donnan (1870–1956), Professuren für physikalische Chemie in Liverpool, London. Er konstruierte bei Ostwald die erste Glaselektrode.
- Max Bodenstein (1871–1942), Professuren für physikalische Chemie in Leipzig, Hannover, Berlin.
- Eugene C. Sullivan (1872–1962), Corning-Glaswerke. Er erfand das PYREX-Glas.
- Carl Benedicks (1875–1958), Professuren für Chemie in Uppsala, Stockholm.
- Eberhard Brauer (1875–1958), Assistent von Wilhelm Ostwald.
- Oscar Gros (1877–1947), Professuren in Leipzig, Halle, Köln, Kiel.
- Iwan Stepanowitsch Plotnikow (Johannes Plotnikow, 1878–1955), Professor für Photochemie in Moskau und Zagreb.
- Niels Bjerrum (1879–1958), Professor für Chemie an der Landwirtschaftshochschule Kopenhagen.
- Hans Kühl (1879–1969), Professor für Chemische Technologie der Baustoffe an der TU Berlin.
- Herbert Freundlich (1880–1941), Professuren an den TH Braunschweig, Aachen, Berlin. Grundlagenforschung in der Kolloidchemie.
- Alfred Genthe (1882–1943), Industriechemiker Worms, Goslar.[20]

Bei Ostwald habilitierten sich oder arbeiteten als Post-Doc:
- Walther Nernst (1864–1941), Professor, Nobelpreisträger von 1920. Nernst entwickelte die „osmotische Theorie der galvanischen Elemente“, die heute als Nernst-Gleichung bekannt ist.
- Julius Eugen Wagner (1857–1924), Professor für Chemiedidaktik an der Universität Leipzig[21]
- James Walker (1863–1935), Professor für Chemie an der Universität Edinburgh.

Zu Ostwalds Fachkollegen in Leipzig zählten:
- Ernst Otto Beckmann (1853–1923), Professor. Direktor des Laboratoriums für angewandte Chemie in Leipzig, ab 1912 Direktor des Kaiser-Wilhelm-Institutes für Chemie in Berlin-Dahlem. Er entwickelte das Beckmann-Thermometer und die Molekulargewichtsbestimmung mit kryoskopischen Messungen.
- Robert Behrend (1856–1926), Professor an der TH Hannover. Er nahm die erste potentiometrische Titration vor.

### Mitwirkung in wissenschaftlichen Organisationen
Von 1894 bis 1898 war Ostwald Vorsitzender der 1894 mitbegründeten Deutschen Elektrochemischen Gesellschaft. Die Gesellschaft wurde später nach Robert Bunsen umbenannt und besteht bis heute als Deutsche Bunsen-Gesellschaft für Physikalische Chemie.
In seinem Vortrag „Die wissenschaftliche Elektrochemie der Gegenwart und die technische der Zukunft“ propagierte er den zukünftigen Einsatz von Brennstoffzellen und in dem Beitrag „Die Energiequellen der Zukunft“ die Nutzung von Sonnenenergie.
Von 1906 bis 1916 wirkte Wilhelm Ostwald in der internationalen Kommission zur Festsetzung der Atomgewichte mit.
Ab 1912 wirkte Wilhelm Ostwald als Präsident der „Internationalen Assoziation der chemischen Gesellschaften“ die zwischen 1911 und 1913 mehrere internationale Tagungen durchführte.

## Wilhelm Ostwald als Philosoph, Gegner des Atombegriffs und Energetiker

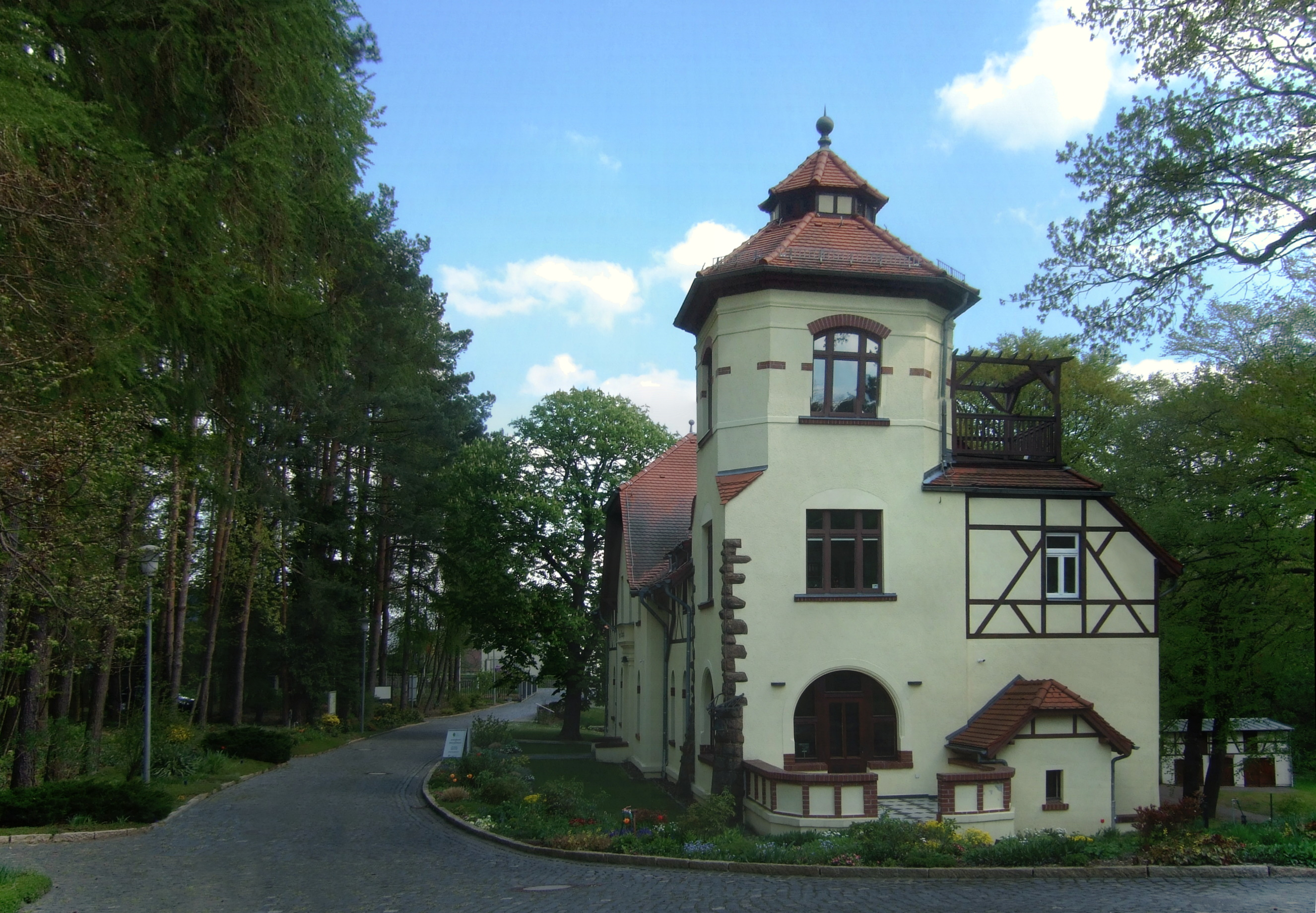
Haus Energie im Wilhelm-Ostwald-Park

Wilhelm Ostwald bezeichnete seine Philosophie als Energetik. Sie entstand einerseits als Reaktion auf die mechanizistisch verstandene Atomhypothese und als Schlussfolgerung aus eigenen Forschungen, andererseits aus dem Einfluss der philosophischen Auffassungen von Ernst Mach und des Positivismus von Auguste Comte auf Wilhelm Ostwald.
Die Grundlagen der „energetischen“ Denkweise sind nach Wilhelm Ostwalds Auffassung folgende Prinzipien:
- Alles Geschehen ist in letzter Instanz nichts als eine Veränderung der Energie.
- Zwei Gebilde, die einzeln mit einem dritten im Energiegleichgewicht sind, sind auch untereinander im Gleichgewicht.
- Ein perpetuum mobile zweiter Art ist unmöglich.
- Die Energiearten sind untereinander nach festen Regeln, ausgedrückt in Gleichungen, verknüpft, so dass die eine nicht geändert werden kann, ohne die anderen in Mitleidenschaft zu ziehen.
- Die Bedeutung der Dissipationserscheinungen liegt darin, dass durch sie den meisten natürlichen Vorgängen eine eindeutige Richtung gegeben ist.
- Die Energiesätze sind zwar notwendig, aber nicht hinreichend für die Beschreibung von Erscheinungen. In der Regel müssen sie durch aufgabenspezifische Sätze ergänzt werden.[27]

Im Jahre 1895 trug Wilhelm Ostwald seine naturphilosophischen Überlegungen erstmals in zusammenhängender Form vor und vertrat die These, dass die Materie nur eine besondere Erscheinungsform der Energie sei, die damit als primär gelten könne. Ostwald trat schon vorher (ab 1893) als Kritiker des Atombegriffs hervor, den er durch seine Energetik ersetzen wollte, obwohl er als Chemiker ständig das Atomkonzept benutzte (1897 wurde er zum Beispiel Mitglied der Atomgewichtskommission). Auf der Naturforscherversammlung in Lübeck 1895 hielten sowohl Ostwald als auch sein Schüler Georg Helm Vorträge. Es kam zu einer heftigen Auseinandersetzung mit dem Physiker Ludwig Boltzmann, der die beiden zu diesem Zweck eingeladen hatte und die Gelegenheit nutzte, um den von der vernichtenden Reaktion überraschten Helm öffentlich in die Schranken zu weisen. Gedacht war der Angriff auch auf den nicht anwesenden Ernst Mach, ebenfalls ein philosophischer Gegner des Atombegriffs, wenn auch aus anderen Gründen. Nach den Worten des anwesenden Arnold Sommerfeld glich die Auseinandersetzung einem Stierkampf, bei dem der Stier (Boltzmann) siegte. Bei Chemikern gab es kaum öffentliche geäußerte Reaktionen auf Ostwalds Philosophie der Energetik und seiner dabei geäußerten Ablehnung von Atomen. Walther Nernst sprach allerdings in einem Brief an Svante Arrhenius in deutlichen Worten von Größenwahn und abstrusen Ideen. In seiner Korrespondenz mit seinem Lehrer Ostwald selbst mied Nernst diese Themen.
Wilhelm Ostwald lehnte es lange Zeit ab, die Denkansätze der Thermodynamik auch auf atomarer Ebene zu betrachten. Ein direkter Bezug der Energetik zu seinen Forschungen in der physikalischen Chemie ergab sich für ihn aus dem Zweiten Hauptsatz der Thermodynamik. Danach kann mechanische Arbeit zwar in Wärme, nicht aber Wärme vollständig in mechanische Arbeit rückverwandelt werden, weil Wärme nicht ohne Energiezufuhr von einem Körper niedrigerer Temperatur auf einen Körper höherer Temperatur übergehen kann, das heißt, der Wärmefluss von einem heißeren zu einem kälteren Körper ist irreversibel und mit der Zunahme von Entropie verbunden.
Wilhelm Ostwald war davon überzeugt, dass sie zur endgültigen Dissipation (Zerstreuung) der Energie und ihrer gleichmäßigen Verteilung im Raum führen werde. Nur die Einhaltung des energetischen Imperativs Vergeude keine Energie – verwerte sie! könne den deshalb zu erwartenden Wärmetod so weit wie möglich verzögern. Ausnahmslos jede Tätigkeit, auch Kultur, Wissenschaft und Politik, müssten dem energetischen Imperativ genügen, denn nur mit ihm ließen sich „… die Richtlinien alles sachgemäßen oder vernünftigen Tuns, vom Nadeleinfädeln bis zur Regierung eines Staates …“ bestimmen.
Den meisten Kritikern war bewusst, dass Wilhelm Ostwald einige physikalische und weltanschauliche Fragen in ihrer Entstehung zwar richtig beschrieb, aber widersprüchlich und unzulänglich beantwortete. Max Weber und andere Nationalökonomen kritisierten Ostwald für die Ausdehnung des Energiebegriffes. Auch mit der Erhebung des energetischen Imperativs zu einem ausschließlichen und unter allen Umständen zu befolgenden Prinzip war die Frage nicht beantwortet, wo Vergeudung von Energie in der sozialen Welt beginnt oder endet.
Nach dem Ersten Weltkrieg war der Energetismus in den Standardwerken zur Philosophie kaum mehr präsent. In jüngster Zeit haben aber einige Wissenschaftler auf Wilhelm Ostwalds Einführung der Thermodynamik in die ökonomischen Wissenschaften und die Kulturwissenschaften zurückgegriffen, so etwa Nicholas Georgescu-Roegen, Hermann Scheer und Friedrich Reinhard Schmidt.
Von 1901 bis 1921 erschienen als Vierteljahresschrift die Annalen der Naturphilosophie. Wilhelm Ostwald wollte damit die Anwendung der Ergebnisse und Methoden der Naturwissenschaft und die Diskussion über naturphilosophische Probleme fördern. Insgesamt erschienen 14 Bände. Für die Jahrgänge 12 und 13 zeichnete der Soziologe Rudolf Goldscheid mitverantwortlich. Die Sächsische Akademie der Wissenschaften hat 2008 eine Rekonstruktion der dort geführten Diskussionen mit dem Projekt At the borders of science – An den Grenzen der Wissenschaft abgeschlossen.

„Wir haben es also hier (Anmerkung: bei der Nutzung der Kohlevorräte) mit einem Anteil unserer Energiewirtschaft zu tun, der sich etwa wie eine unverhoffte Erbschaft verhält, welche den Erben veranlaßt, die Grundsätze einer dauerhaften Wirtschaft vorläufig aus den Augen zu setzen, und in den Tag hinein zu leben. (…) Die dauerhafte Wirtschaft muß ausschließlich auf die regelmäßige Benutzung der jährlichen Strahlungsenergie begründet werden.“

## Farblehre
Im Zusammenhang mit seinen praktischen Malerfahrungen beschäftigte sich Wilhelm Ostwald auch mit einem wissenschaftlich fundierten Farbsystem. Ab 1914 betrieb er im Auftrag des Deutschen Werkbundes farbtheoretische Studien aus ordnungswissenschaftlicher, physikalischer, chemischer, psychologischer und physiologischer Sicht. Die Entwicklung experimenteller Methoden zur messenden Farbenlehre waren für Wilhelm Ostwald eine Möglichkeit der Anwendung des energetischen Imperativs und seiner wissenschaftlichen Überzeugungen. Er wollte nicht nur eine wissenschaftlich fundierte Farbsystematik schaffen, sondern seine Untersuchungen sollten einen Nutzen für Industrie und Handwerk erbringen. Wilhelm Ostwald ordnete farbtongleiche Dreiecke zum Ostwaldschen Doppelkegel mit der oberen weißen Spitze und der unteren schwarzen Spitze.

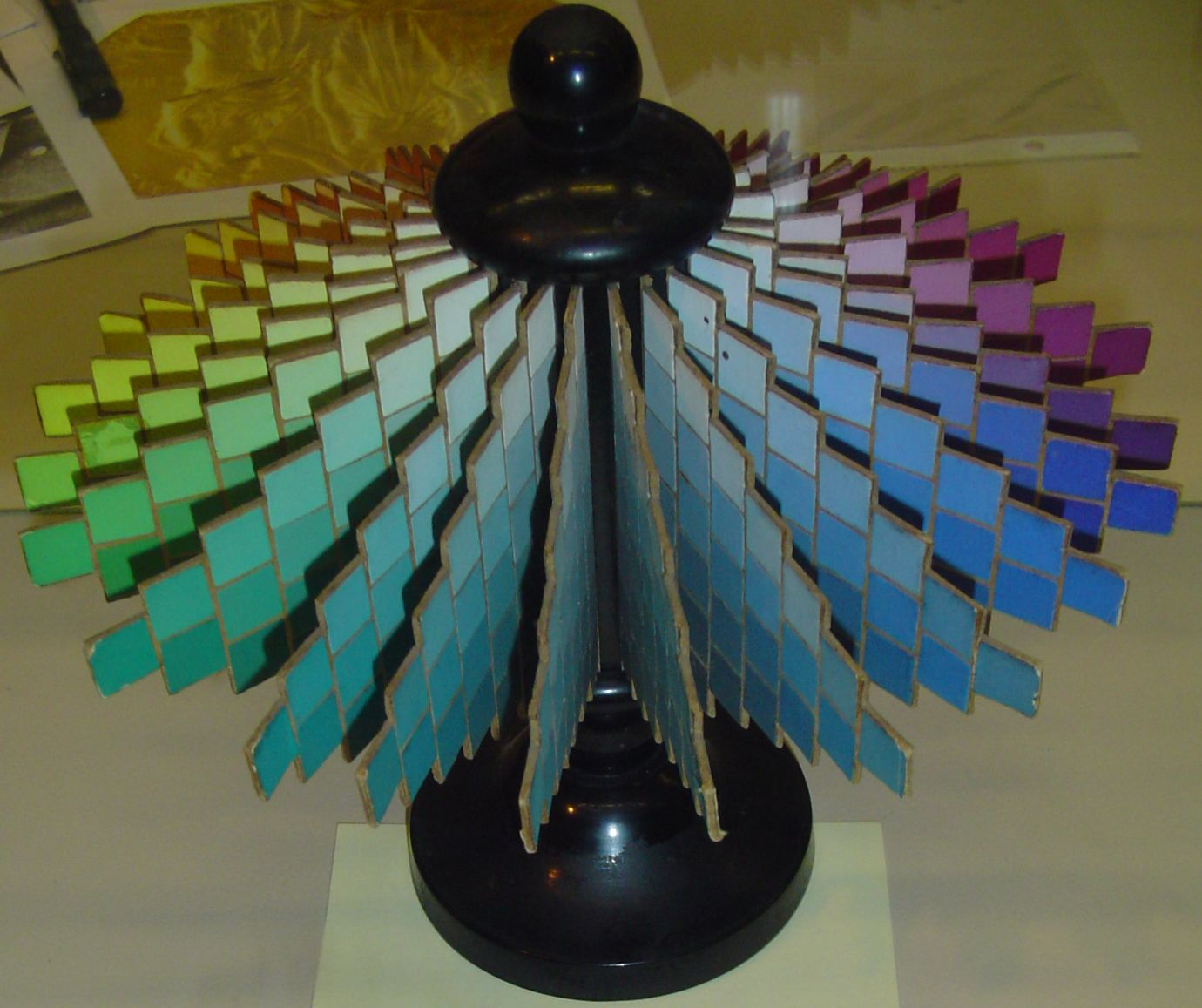
Ostwaldscher Doppelkegel

Die Lage einer beliebigen Farbe war mit der Nummer der Vollfarbe und zwei Buchstaben für den Schwarz- und Weißanteil bestimmt. Wilhelm Ostwald verwendete dafür den Begriff Farbnorm. Er stellte mehrere sogenannte Farborgeln her. Die größte bestand aus 2520 gemessenen Farben. Das entspricht einem 24-teiligen Farbkreis, einer Grauachse mit 15 Stufen und 105 Farben in jedem farbtongleichen Dreieck.
Für viele praktische Anwendungen genügte nach Ostwalds Meinung aber eine Farborgel mit 680 Farben. Die Farbnorm bildete den Ausgangspunkt für einen Farbnormenatlas, Farbtonleitern, Farbskalen, Ausfärbungen und spezielle Farbenübersichten. 1917 erschien Die Farbenfibel, die bis 1930 insgesamt 14 Auflagen erreichte und im Herbst des gleichen Jahres der erste Farbenatlas mit 2500 Farben.
Bei der 9. Jahresversammlung des Deutschen Werkbunds, die vom 6. bis 9. September 1919 in Stuttgart stattfand und die ihre „überragende Bedeutung“ (Schwäbischer Merkur) durch den am Ende durchgeführten „Ersten deutschen Farbentag“ erhielt, stießen die Ostwaldschen Anschauungen, die er in seinem Vortrag „Die Grundlagen der Farbkunde und der Farbkunst“ zusammenfasste, auf Widerspruch. Gegenposition aus der Sicht des kreativen Künstlers bezog hauptsächlich der zweite Hauptredner des „Farbentags“, der Stuttgarter Maler und Hochschullehrer Adolf Hölzel, mit seinem unter dem Titel „Zur Theorie der Farbenlehre“ gehaltenen, wenig später in überarbeiteter Form mit der Überschrift „Einiges über die Farbe in ihrer bildharmonischen Bedeutung und Ausnützung“ in einer Werkbundbroschüre publizierten Vortrag. „Kunst und gelehrte Wissenschaft sind“, so Hölzel, „selbst wenn wir Kunst als Wissenschaft denken, nie dasselbe. Kunst wird als Empfindungssache immer etwas Annäherndes, Beiläufiges bleiben, da ja Empfinden das Exakte von vornherein ausschließt.“ Der Erste Deutsche Lehrer-Farbentag mit etwa 400 Teilnehmern im Jahre 1920 in Dresden erklärte sich dagegen für die Farbnormung von Wilhelm Ostwald, der daraufhin die Energie-Werke GmbH, Abteilung Farbenlehre in Großbothen zur Herstellung und zum Vertrieb von Lehrmitteln und Farbenerzeugnissen gründete, die bis 1923 bestanden.
Wilhelm Ostwald unterstützte auch die Gründung der Werkstelle für Farbkunde in Dresden im Jahre 1920 mit Zweigstellen in Meißen, Reichenbach (Böhmen) und Chemnitz. Ab 1921 gab Wilhelm Ostwald die Zeitschrift Die Farbe heraus. Während der Farbentage 1921 in München wurde die Farbnormung von Wilhelm Ostwald erneut verworfen und 1923 eine Verwahrung dagegen verbreitet. Am 5. Mai 1925 verbot der preußische Minister für Wissenschaft, Kunst und Volksbildung die Benutzung von Ostwaldschen Farben im Zeichenunterricht der Schulen. Trotz seines Alters erläuterte Ostwald 1926 und 1927 in einem Vortragszyklus am Bauhaus Dessau seine Farbenlehre, sprach auf dem Weltkongress für Reklame 1929 in Berlin und beteiligte sich an der Gestaltung der Werkbund-Ausstellung Wohnung und Werkraum im Jahr 1929 in Breslau. Zum letzten Mal trat Wilhelm Ostwald öffentlich während der 15. Glastechnischen Tagung im November 1931 in Berlin auf und referierte über die Entwicklung und Nutzung von Durchsichtfarben.

## Wissenschaftsorganisation, -theorie und -geschichte – Die Brücke und das Papierformat

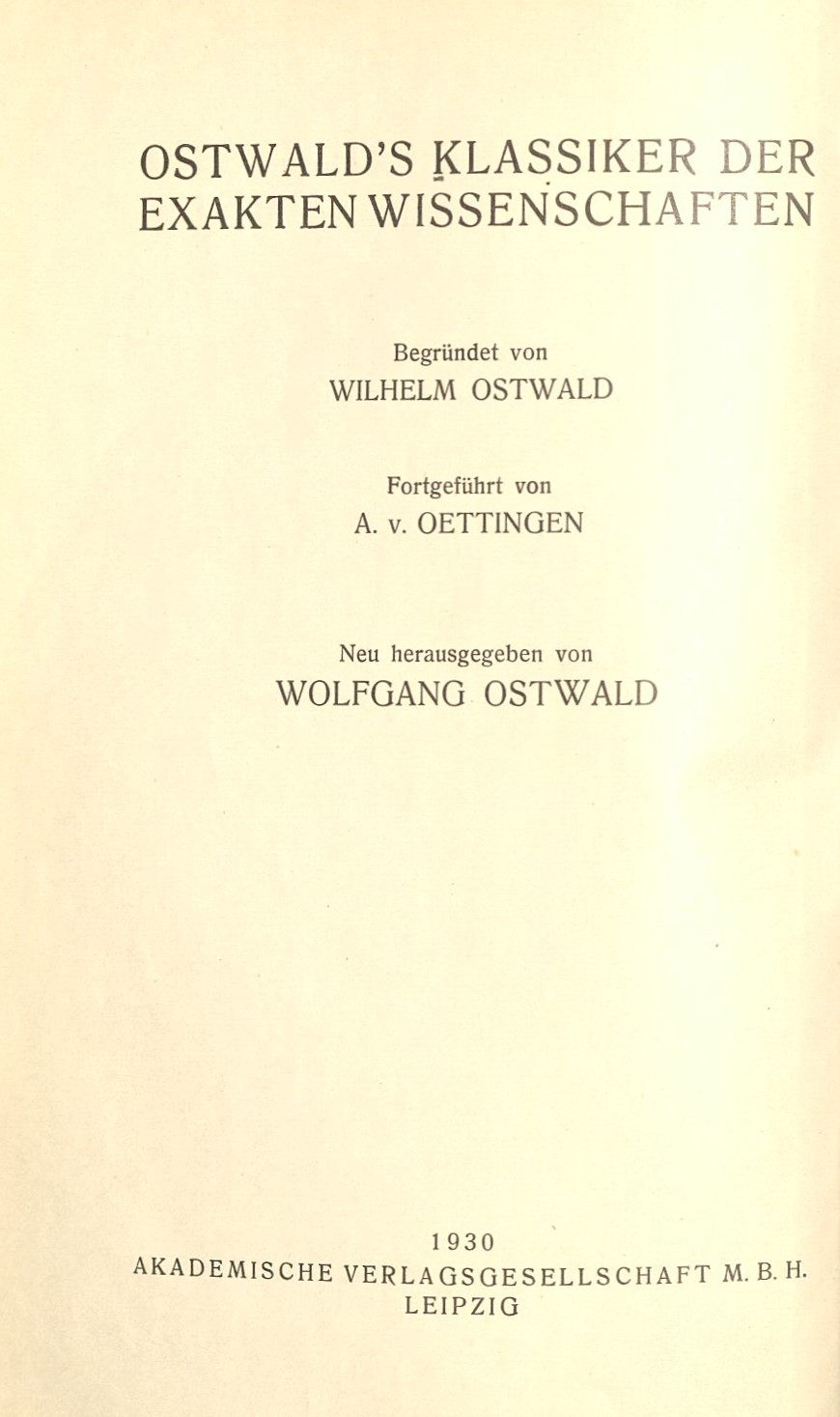
Ostwald's Klassiker (1930)

Seit seiner Studienzeit in Dorpat befasste sich Wilhelm Ostwald mit der rationellen Gestaltung der geistigen Arbeit nach wissenschaftlichen und effektiven Kriterien. Die zunehmende Differenzierung in den Wissenschaftsdisziplinen und die Funktionsteilung der Wissenschaften erfordern aus der Sicht Wilhelm Ostwalds den Wissenschaftsorganisator, um Energievergeudung zu vermeiden.
Er selbst hat als Wissenschaftsorganisator eine hohe Wirksamkeit erreicht, als er wesentlich dazu beitrug, die physikalische Chemie gegen viele Widerstände als neue Wissenschaftsdisziplin zu etablieren, und er befasste sich zunehmend mit der Wissenschaft von der Wissenschaft und mit Wissenschaftsgeschichte, die er z. B. mit der Reihe „Ostwalds Klassiker der exakten Naturwissenschaften“ bekanntmachte und in einigen Schriften analysierte.
Vornehmlich eigenen Erfahrungen geschuldet war Wilhelm Ostwalds Darstellung des Zusammenhanges von Lebensalter und Produktivität in der Wissenschaft. Er meinte, dass jede große wissenschaftliche Leistung einen tiefgreifenden Abbau des Lebenspotentials verursache. Im Jahre 1905 stellte Wilhelm Ostwald eine Typisierung von Wissenschaftlern vor. Er unterschied Klassiker und Romantiker. Die Klassiker legten großen Wert auf eine weitgehende Vollendung ihres wissenschaftlichen Werkes, Romantiker seien dagegen gute Lehrer, nur sie könnten eine wissenschaftliche Schule begründen und aufrechterhalten.
Ostwald befasste sich eingehend mit den Beziehungen zwischen den Wissenschaftsdisziplinen und präsentierte dazu seine „Pyramide der Wissenschaften“, deren Basis die Mathetik (Logik, Mengenlehre, Mathematik) bildete, auf der nach oben erst Physik, dann Chemie, Biologie, Medizin, Psychologie, Soziologie, Technik und ganz oben die Ethik mit dem „energetischen Imperativ“ aufbauen. Die Philosophie steht bei ihm über allem und stellt die Einheit her. Dieses System ist Gegenstand auch neuerer Betrachtungen.
Im Jahre 1911 gründeten Wilhelm Ostwald als Vorsitzender und Karl Wilhelm Bührer und Adolf Saager die Vereinigung Die Brücke – Internationales Institut zur Organisation der geistigen Arbeit mit dem Ziel, das gesamte bekannte Wissen zu katalogisieren und zu organisieren. Für eine Weltregistratur als Generalbibliographie allen bestehenden menschlichen Wissens benutzte man die von Melvil Dewey in den USA entwickelte Decimal Classification. Die Brücke propagierte außerdem das Weltformat für Druckerzeugnisse. Es bildete später die Grundlage für das in der DIN 476 festgelegte Papierformat. Die Brücke trat außerdem für die Vereinheitlichung von Maßen und Gewichten, die Einführung eines Weltgeldes auf der Basis von Gold, eine Kalenderreform und die Vereinfachung der deutschen Rechtschreibung ein.
Wilhelm Ostwald kritisierte die willkürliche Verwendung von Begriffen in der Chemie und schlug in den internationalen Fachgesellschaften wiederholt Verbesserungen vor. Die geplanten Vorhaben konnten nur in Ansätzen realisiert werden, da die Brücke 1914 insolvent war.

## Weltsprache – Esperanto – Ido
Ostwald beherrschte Deutsch, Englisch, Französisch und ein verständliches, aber nicht sehr gutes Russisch.
Probleme der internationalen Kommunikation waren ihm geläufig, nicht zuletzt wegen seiner internationalen Schüler- und Mitarbeiterschar. Paul Walden erinnerte sich später: „Das Laboratorium trug einen ganz internationalen Stempel; Söhne Amerikas und Japans, Alt-Englands und Frankreichs, Skandinaviens und Russlands, Italiens und des Balkans ... arbeiteten friedlich nebeneinander...“
Systematisch befasste sich Ostwald ab 1901 mit linguistischen Fragen. Im Sommersemester sprach er in seinen Vorlesungen zur Naturphilosophie mit dem Hinweis auf Notenschrift und chemische Formelsprache über die „Frage nach der allgemeinen künstlichen Sprache“ als „wissenschaftlich-technische Aufgabe“, deren Lösung „der arbeitenden Menschheit“ eine „unabsehbare Entlastung“ bringen wird und verwies auf die infolge der Weltausstellung 1900 in Paris von den französischen Wissenschaftlern Louis Couturat (1868–1914) und Leopold Leau (1868–1943) gegründete „Delegation zur Annahme einer internationalen Hilfssprache“.
In regem Gedankenaustausch vor allem mit Couturat, aber auch mit Wilhelm Förster (1832–1921), Adolf Schmidt (1860–1944), Ludwig Zamenhof (1859–1917) und anderen engagierte sich Ostwald öffentlich für die Ziele der „Delegation“, die Idee einer neutralen Welthilfssprache für die Wissenschaft als weltweiten Standard und bis 1907 für die internationale Plansprache Esperanto, z. B. 1903 in München vor dem Bayerischen Bezirksverein des Vereins Deutscher Ingenieure, 1906 in Rom auf dem VI. Internationalen Kongress für angewandte Chemie, im selben Jahr in Berlin vor Wissenschafts- und Handelskreisen in der neu eröffneten Handelshochschule und 1907 auf dem 2. Deutschen Esperanto-Kongress in Dresden. Dem Thema „Die internationale Hilfssprache“ widmete Ostwald ein 75 Seiten langes Kapitel in seinem Buch Die Forderung des Tages, einer Sammlung seiner Reden und Artikel.
Zwischen 1905 und 1906 führten seine Vorträge zum Esperanto in kurzer Zeit zur Gründung von etwa 100 Esperanto-Clubs in den USA, wo er als erster deutscher Austauschprofessor lehrte (Harvard-Universität).
Bis 1907 hatten sich mehr als 300 Gesellschaften und 1000 Wissenschaftler der „Delegation“ angeschlossen, die nun der Tagung der „Assoziation der Akademien“ in Wien die Entscheidung über die zu wählende internationale Sprache antrug. Diese erklärte sich für nicht kompetent, so dass ein Komitee der „Delegation“ gebildet wurde, das unter dem Vorsitz von Ostwald und der Mitwirkung unter anderem der Linguisten Jan Baudouin de Courtenay (1845–1929), Otto Jespersen (1860–1943) und Hugo Schuchardt (1842–1927) im Oktober 1907 in Paris tagte und sich nach Begutachtung verschiedener Welthilfssprachenprojekte für Esperanto entschied mit einigen Änderungen in Richtung des dem Komitee von Louis de Beaufront (1855–1935) vorgestellten Reform-Esperanto (Ido), dessen Autor, wie spätere Forschungen ergaben, wohl Louis Couturat selbst war.
Ostwald fand sich jetzt zwischen Couturat, der Ido als Ganzes durchsetzen wollte und dem Lingva Komitato (Sprachkomitee) der Esperantisten und Zamenhof (1859–1917), die eine Reform des Esperanto ablehnten und auf dem „Fundamento de Esperanto“ als unveränderlicher Sprachbasis bestanden.
Ostwald kritisierte am Esperanto vor allem die diakritischen Zeichen des Alphabets, die er ersetzen wollte sowie Akkusativ und Übereinstimmung von Adjektiv und Substantiv, die er abschaffen wollte. Andererseits kritisierte er am Ido das „romanische Übergewicht“. Er forderte in der Welthilfssprache Eineindeutigkeit (keine Polysemie, keine Homonymie, keine Synonymie), maximale Internationalität und eine phonetische Rechtschreibung. Er hatte in erster Linie eine Sprache für die Wissenschaft im Blick.
Die Vermittlung zwischen „Delegation“ und Esperanto-Bewegung gelang Ostwald nicht. Er trat im Februar 1908 aus der Delegation aus, enttäuscht von beiden Seiten, zog sich für einige Zeit vollkommen aus der Sache zurück, engagierte sich dann aber bis zum Lebensende konsequent für die Verbreitung der internationalen Hilfssprache Ido zur Erleichterung des wissenschaftlichen Informationsaustausches.
1909 wurde die Ido-Organisation Uniono dil Amiki di la Linguo Internaciona (Verband der Freunde der Internationalen Sprache) gegründet mit Ostwald als Ehrenpräsidenten, Leopold von Pfaundler (1839–1920) als Präsident des Leitenden Komitees und Otto Jespersen als Präsident der Ido-Akademie, in der Ostwald mitwirkte, und es erschien die Schrift „Weltsprache und Wissenschaft“ mit Beiträgen von Couturat, Jespersen, Lorenz (1863–1929), Ostwald und Pfaundler. Ostwald unterstützte die Herausgabe der technischen Ido-Wörterbücher von Alfred Schlohmann (1878–1952) und stellte in der Zeitschrift für Physikalische Chemie das Ido, seinen Nutzen für die Chemie und eine chemische Nomenklatur auf dessen Grundlage vor, die er auch in der Ido-Zeitschrift „Progreso“ publizierte, deren Erscheinen auf Ostwalds Initiative zurückgeht.
Im „Progreso“ propagierte er 1931 die Hilfssprache und Pan-Europa als wichtig für ökonomischen und kulturellen Fortschritt und wurde Ehrenpräsident der neuen Ido-Akademie unter dem Vorsitz Stefan Bakonyis (1892–1969).
Die Kritik Ostwalds und anderer am Esperanto und der Esperanto-Bewegung trug dazu bei, dass sich die Philologie des Esperanto in der Auseinandersetzung mit Ido entwickelte, aus dem schwerfällig arbeitenden Lingva Komitato 1908 die Esperanto-Akademie entstand und im gleichen Jahr der Esperanto-Weltbund (UEA) gegründet wurde.
1915 schlug Wilhelm Ostwald Weltdeutsch, ein vereinfachtes Deutsch, als Weltsprache vor, eine nationalistische Episode während des Ersten Weltkrieges, auf die er nicht zurückkam.

## Politisches Engagement
Von 1911 bis 1915 war Wilhelm Ostwald Vorsitzender des im Jahre 1906 von Ernst Haeckel gegründeten Deutschen Monistenbundes und stand in dieser Zeit auch mit anderen Organisationen der gleichen Denkrichtung in engerem Kontakt. Die Organisation setzte sich für eine naturwissenschaftlich begründete, von Darwin abgeleitete, aber naturphilosophisch gerahmte Weltanschauung ein, die sie als Monismus bezeichnete und für einige Jahre große Beachtung in der Öffentlichkeit genoss. Ostwald propagierte den Energetismus und forderte unter anderem die Abschaffung der Staatskirche, er lehnte die Eingriffe der Kirchen in die Forschungs- und Lehrfreiheit ab und wandte sich gegen den Zwang zur Teilnahme am konfessionellen Religionsunterricht. Den Höhepunkt seiner Präsidentschaft bildete die Organisation des I. Internationalen Monistenkongresses im September 1911 in Hamburg. Er unterstützte 1912 und 1913 das Wirken des Komitee Konfessionslos, das den Kirchenaustritt propagierte.
Bis zum Beginn des Ersten Weltkriegs setzte sich Ostwald für die Erhaltung des Friedens ein, weil der Krieg eine riesige Energieverschwendung sei. Im Januar 1910 lernte Ostwald die Mitbegründerin der Deutschen Friedensgesellschaft, Bertha von Suttner, in Wien kennen. Bereits im August 1910 nahm er am 18. Weltfriedenskongress in Stockholm teil und hielt einen Vortrag zum Thema Kultur und Frieden. In der Folgezeit sprach Wilhelm Ostwald in den Ortsgruppen Frankfurt am Main, Berlin, Mannheim und Stuttgart. Während seiner Aufenthalte in Wien besuchte er mehrmals Bertha von Suttner und vertiefte die Kontakte mit Mitgliedern der Friedensgesellschaft. Zu Beginn des Ersten Weltkriegs verteidigte Ostwald aber, wie die meisten deutschen Wissenschaftler, die deutsche Beteiligung am Krieg. Er gehörte zu den 93 Unterzeichnern des Aufrufs an die Kulturwelt.
Bereits vor der Jahrhundertwende äußerte sich Ostwald häufiger zu den Defiziten der Schulbildung in Deutschland und gehörte zu den Anhängern der bürgerlichen Schulreformbewegung. Von den Schülern werde in erster Linie Disziplin verlangt. Der neunjährige Gymnasialunterricht würde die begabten Jugendlichen in einem Zustand geistiger Gefangenschaft halten. Ostwald machte auch Front gegen das klassische humanistische Lateingymnasium, es berücksichtige den Fortschritt der Naturwissenschaften nicht. Um den wissenschaftlichen und gesellschaftlichen Fortschritt zu gewährleisten, müssten begabte Menschen entdeckt und gefördert werden, denn „Genie“ sei nicht erblich. Stattdessen werde eine mehr oder minder sture Wissensaneignung verlangt. Der überforderte Lehrer verstünde sich als eine „Art pädagogischer Unteroffizier im Klassenraum“. 1909 hielt Wilhelm Ostwald einen vielbeachteten programmatischen Vortrag Wider das Schulelend – Ein Notruf. Er nahm an der Reichsschulkonferenz 1920 teil.

## Ehrungen (Auswahl)
- Nobelpreis für Chemie 1909

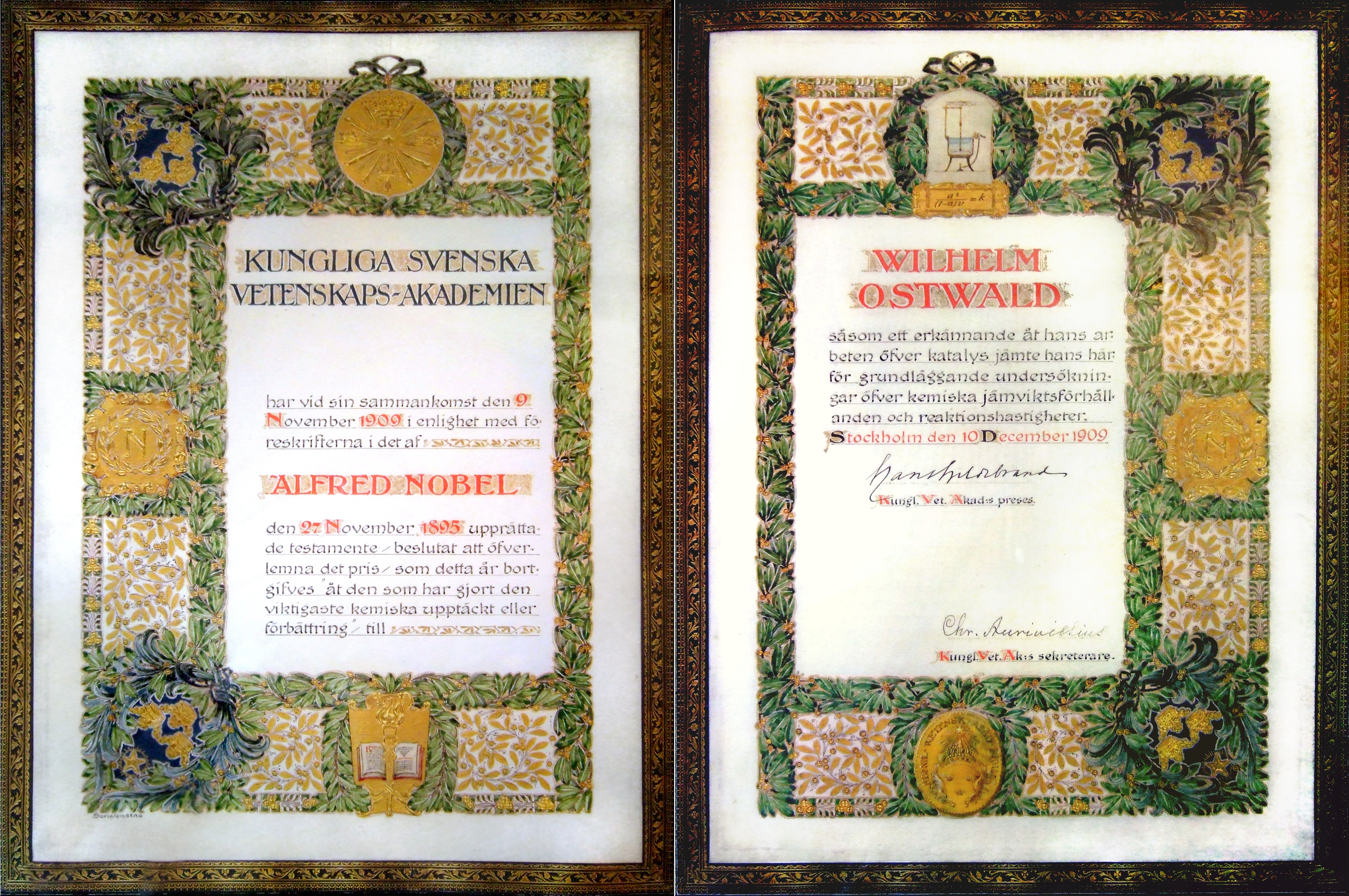
Nobelpreis-Urkunde für Wilhelm Ostwald 1909 – Chemie

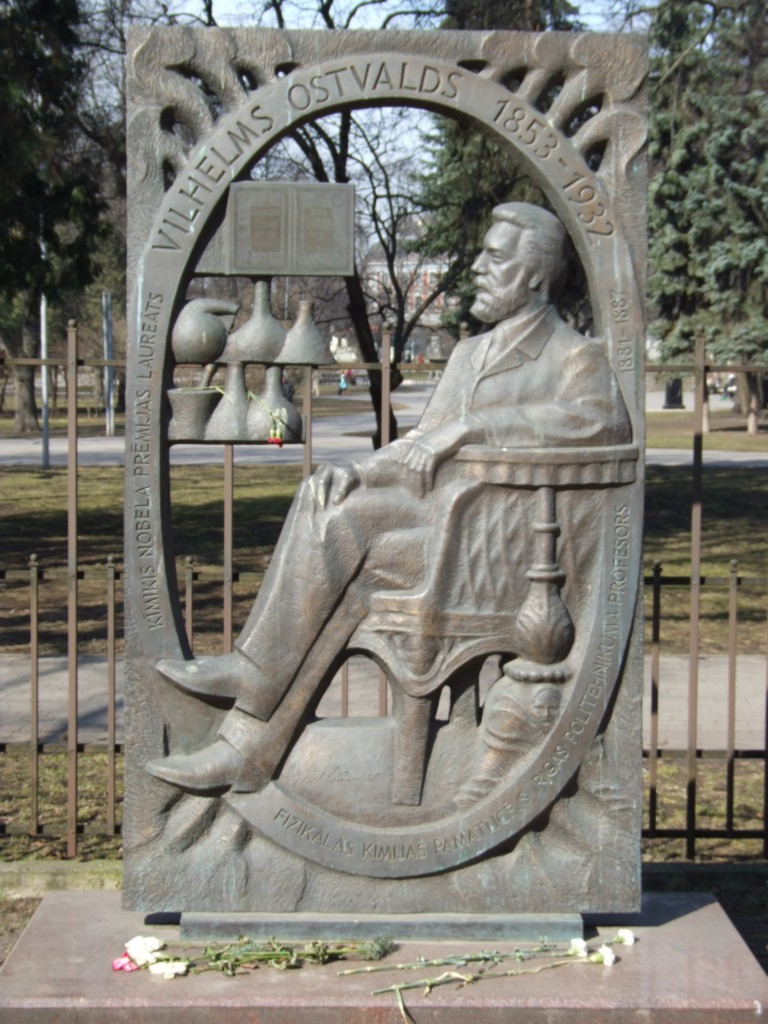
Wilhelm-Ostwald-Denkmal am Wöhrmannschen Garten in Riga

- Mitglied der Königlich Sächsischen Gesellschaft der Wissenschaften (Vorgängerorganisation der Sächsischen Akademie der Wissenschaften)
- Mitglied der Königlich Niederländischen Akademie der Wissenschaften (1904)
- Mitglied der Ungarischen Akademie der Wissenschaften
- Mitglied der American Academy of Arts and Sciences (1905)
- Mitglied der National Academy of Sciences (1906)
- Ehrenmitglied (Honorary Fellow) der Royal Society of Edinburgh (1910)
- Mitglied der American Philosophical Society (1912)[66]
- Wilhelm Exner Medaille (1923)[67]
- Mitglied und Ehrenmitglied der Leopoldina (1932)
- Korrespondierendes Mitglied der Göttinger Akademie der Wissenschaften (1901)[68]
- Korrespondierendes Mitglied der Preußischen Akademie der Wissenschaften
- Korrespondierendes Mitglied der Russischen Akademie der Wissenschaften
- Korrespondierendes Mitglied der Österreichischen Akademie der Wissenschaften
- Ehrendoktor der Universitäten Halle, Cambridge, Liverpool, Toronto, Aberdeen und Karlsruhe.
- Auszeichnung mit der Faraday-Lecture in London 1904
- Die Kleinbothener Straße in Großbothen wird 1964 in Wilhelm-Ostwald-Straße umbenannt
- Der Ostwald-Lehrstuhl für physikalische Chemie wurde von der Universität Leipzig anlässlich des 125. Geburtstages Ostwalds erstmals 1978 und dann bis 1996 jährlich vergeben.[69]
- Benennung des Institutes für Physikalische und Theoretische Chemie an der Universität Leipzig als Wilhelm-Ostwald-Institut zur 100-Jahr-Feier der Gründung am 8. Januar 1998.[70]
- Würdigung mit einer Gedenktafel an seinem Haus in Großbothen im Rahmen des Programmes „Historische Stätten der Chemie“ durch die Gesellschaft Deutscher Chemiker 2005.
- In Siegburg-Wolsdorf ist die „Wilhelm-Ostwald-Straße“ nach ihm benannt.
- In Berlin ist am Wissenschaftsstandort Adlershof die „Wilhelm-Ostwald-Straße“ nach ihm benannt.[71]
- Die „Wilhelm-Ostwald-Straße“ in der Bundesstadt Bonn trägt seinen Namen.
- Ein Mondkrater auf der Position 10.24° Nord 121.54° Ost wurde 1970 nach ihm benannt.
- 2007 wurde ein Asteroid nach ihm benannt: (11844) Ostwald.
- Im Zentrum von Riga erinnert ein Denkmal an Ostwald, eingeweiht anlässlich der 800-Jahr-Feier der Stadt am 14. August 2001 durch die Staatspräsidentin von Lettland Vaira Vike-Freiberga gemeinsam mit dem Aufsichtsratsvorsitzenden der Sponsorfirma Grindex, Dr. Jacobson in Gegenwart von Gretel Brauer, der jüngsten Enkelin von Ostwald.
- Der Wilhelm-Ostwald-Nachwuchspreis der Gesellschaft Deutscher Chemiker, der Bunsen-Gesellschaft und der Wilhelm Ostwald Gesellschaft ist nach ihm benannt.
- Die Sächsische Akademie der Wissenschaften vergibt eine Wilhelm-Ostwald-Medaille „in Anerkennung besonderer wissenschaftlicher Leistungen vorwiegend auf dem Gebiet der Natur- und der Ingenieurwissenschaften“[72]
- Nach Wilhelm Ostwald sind mehrere Schulen benannt:
  - Die Grundschule „Wilhelm Ostwald“ in Grimma
  - Das Wilhelm-Ostwald-Gymnasium (WOG) in Leipzig
  - Die Wilhelm-Ostwald-Schule des Oberstufenzentrums (OSZ) Farbtechnik und Raumgestaltung in Berlin
  - Die Rigaer Ostwald-Mittelschule (lettisch Rīgas Ostvalda vidusskola)

## Der Nachlass
Im Archiv der Berlin-Brandenburgischen Akademie der Wissenschaften (Archiv der BBAW) in Berlin, Jägerstraße 22 befinden sich im Bestand NL W. Ostwald 24 laufende Meter (lfm) Akten, die durch 9 Findbücher erschlossen sind. Dazu gehören: Persönliche Unterlagen, Manuskripte, Arbeitsmaterialien, Unterlagen über politische Betätigung, geschäftliche Unterlagen, Korrespondenz, Unterlagen über Ostwalds Mitwirkung in verschiedenen Organisationen, Fotosammlung, Aufzeichnungen von Grete Ostwald. über Wilhelm Ostwald, Druckschriftensammlung und die Teilnachlässe: Grete Ostwald, Eugen Ristenpart, Gerhard Streller, Paul Krais und Hans Hinterreiter.
In 8 Kopierbüchern zu je 500 Seiten sind Briefe Ostwalds aus den Jahren 1890–1913 als Kopien erhalten. Der wissenschaftliche Assistent im Wilhelm-Ostwald-Archiv Hans-Günther Körber schätzte 1969 den Bestand an Briefen und Briefkopien auf 60 000 und die Zahl der Korrespondenzpartner auf 5500.
Jedes Dokument trägt neben der aktuellen Signatur (NL W. Ostwald) noch den Stempel des Wilhelm-Ostwald-Archivs in Großbothen mit der alten Signatur (WOA). Der Bestand kam ab 1966 bis 1980 nach und nach aus Großbothen nach Berlin.
Der frühere Landsitz Energie, der Wohnsitz Ostwalds in Großbothen, heute Wilhelm-Ostwald-Park mit Tagungsstätte und Museum, gehört seit 2009 der gemeinnützige Gerda und Klaus Tschira-Stiftung. Hier werden die wissenschaftliche Bibliothek Wilhelm Ostwalds (ca. 14.000 Titel in 22.000 Bänden; 10.000 Sonderdrucke, darunter 1300 Dissertationen), dessen Arbeitsutensilien (historische Laborausstattung, Landschaftsgemälde, Ostwaldscher Doppelkegel, 3000 Farblehrestudienblätter zur praktischen Überprüfung seiner Farbenlehre u. a.) betreut.
1953 hatte die Familie Ostwalds den gesamten Nachlass der DDR geschenkt und, nachdem die Universität Leipzig die Treuhänderschaft abgelehnt hatte, richtete die Akademie der Wissenschaften der DDR (AdW) das Wilhelm-Ostwald-Archiv (WOA) und die Forschungsstätte ein. Nachlassverwalter wurde das Farbforschungsinstitut, das ab 1960 dem Physikalisch-technischen Institut der AdW unterstand; Gelände und Gebäude wurden 1968 dem „Labor Farbrezeptierung“, dem Institut für Farben und Lacke Magdeburg, und damit der Industrie übergeben.
Das WOA, von Grete Ostwald (1882–1960) 1936 gegründet, wurde 1960 dem Zentralen Archiv der AdW als Außenstelle angegliedert, die Wilhelm-Ostwald-Gedenkstätte, 1974 eingerichtet, ab 1984 vom Institut für Biotechnologie der AdW betreut. Am 1. Januar 1988 übernahm der VEB Chemieanlagenbaukombinat Leipzig-Grimma das Gelände. 1994 übernahm der sächsische Staat rückwirkend ab 1990 Gelände und Häuser. Für das Museum/Archiv war jetzt das Ministerium für Wissenschaft und Kunst zuständig. Finanzen stellte der Staatsbetrieb Sächsisches Immobilien- und Baumanagement (SIB) zur Verfügung.
Der gemeinnützige Verein „Freunde und Förderer der Wilhelm-Ostwald-Gedenkstätte ‚Energie’ Großbothen“, 1995 umbenannt in Wilhelm-Ostwald-Gesellschaft zu Großbothen e. V. (WOG), kümmert sich seit seiner Gründung 1990 um Erhaltung, Pflege und Nutzung des Nachlasses Ostwalds. Große Verdienste darum erwarben sich auch die Nachkommen Ostwalds, die nach 1953 ein Wohnrecht behielten, insbesondere die Tochter Ostwalds Grete Ostwald, der Sohn Carl-Otto Ostwald, die Enkelin Ostwalds Margarete (Gretel) Brauer (1918–2008), ihre Tochter Anna-Elisabeth Brauer und deren Mann Karl Hansel (1942–2006). Dieser kümmerte sich als Initiator und Geschäftsführer der WOG um die Sanierung des Landsitzes und trieb als Redakteur und Herausgeber der Schriftenreihe Mitteilungen der Wilhelm-Ostwald-Gesellschaft von 1996 bis 2006 die Erschließung und Veröffentlichung des wissenschaftlichen Nachlasses voran; er war weiterhin um die Fortführung der seit 1975 laufenden Großbothener Gespräche bemüht.

## Erinnerungsveranstaltungen
1953
Feier und Ehrung Wilhelm Ostwalds anlässlich seines 100. Geburtstages in Großbothen und im Physikalisch-Chemischen Institut (PCI) der Universität Leipzig
Eröffnung: Institutsdirektor Herbert Staude, Festvortrag: Rudolph Zaunick (Halle).
1978
Festkolloquium der Sektion Chemie und der Chemischen Gesellschaft der DDR aus Anlass des 125. Geburtstages Ostwalds am 12./13. September im PCI.
Vortragende: G. K. Boreskov (Nowosibirsk), I. Haber (Krakow), K. Schwabe (Meinsberg), H. Gerischer (Berlin-Dahlem), G. Kelbg (Rostock), I. Stradins (Riga), L. Rathmann (Leipzig).
1982
27. Berliner Wissenschaftshistorisches Kolloquium aus Anlass des 50. Todestages von Wilhelm Ostwald am 6. April 1982 zum Thema: Probleme der wissenschaftlichen Kommunikation um die Wende vom 19./20. Jahrhundert.
Vorträge: Hubert Laitko (AdW der DDR, Institut für Theorie, Geschichte und Organisation der Wissenschaft, Berlin): Probleme der wissenschaftlichen Kommunikation um die Jahrhundertwende. / Luboš Novy (AdW der ČSSR, Institut für Tschechoslowakische und Weltgeschichte, Prag): Zu einigen konzeptionellen Problemen der Analyse der Entwicklung der wissenschaftlichen Kommunikation. / Regina Zott (AdW der DDR, Institut für Theorie, Geschichte und Organisation der Wissenschaft, Berlin): Wilhelm Ostwald – Theoretiker und Praktiker wissenschaftlicher Kommunikation. / Wolfgang Liebscher (AdW der DDR, Zentralinstitut für Organische Chemie, Berlin): Die Nomenklatur chemischer Elemente und Verbindungen und ihre Bedeutung für die wissenschaftliche Kommunikation. / Wolfgang Göbel (AdW der DDR, Institut für Technologie der Fasern, Dresden): August Kekulé als wissenschaftlicher Kommunikator: Der internationale Chemiker-Kongress in Karlsruhe 1860 – Ausgangspunkt des Siegeszuges der Valenztheorie. / Uwe Niedersen (Humboldt-Universität zu Berlin): Ostwald und das Entstehen und die Kommunikation der Idee von der Zeitgerichtetheit des natürlichen Geschehens. / Gretel Brauer (Ostwald-Gedenkstätte Großbothen, Enkelin Ostwalds): Einige Bemerkungen zum Verhältnis von Interessenvielfalt und wissenschaftlicher Produktivität W. Ostwalds.
1996
Interlinguistik-Kolloquium für Wilhelm Ostwald der Gesellschaft für Interlinguistik, der Wilhelm-Ostwald-Gesellschaft zu Großbothen und der Esperanto-Liga Berlin mit einer Ostwald-Ausstellung des Archivs der Berlin-Brandenburgischen Akademie der Wissenschaften im November 1996 in der Wirtschaftswissenschaftlichen Fakultät der Humboldt-Universität zu Berlin.
Anlass war der Vortrag Ostwalds „Die internationale Hilfssprache und das Esperanto“, gehalten 1906 in der im selben Gebäude Spandauer Str. neu eröffneten Handels-Hochschule Berlin.
Vorträge: Bengt-Arne Wickström (Humboldt-Universität): Eröffnungsrede / Ralf Dyck (Oberstufenzentrum für Farbtechnik und Raumgestaltung Berlin-Neukölln): Wilhelm Ostwald – sein Leben und seine wissenschaftlichen Leistungen. / Detlev Blanke (Gesellschaft für Interlinguistik): Wilhelm Ostwald, Ido und die Interlinguistik. / Fritz Wollenberg (Esperanto-Liga Berlin): Der Briefwechsel Wilhelm Ostwald zu interlinguistischen Problemen. / Wolfgang Liebscher (Gesellschaft Deutscher Chemiker): Nomenklatur und Terminologie der Chemie unter dem Aspekt des Wirkens von Wilhelm Ostwald.
1998
Festkolloquium zum 100-jährigen Jubiläum der Einweihung des Physikalisch-Chemischen Instituts an der Universität Leipzig am 9.–11. Januar.
Vortragende: R. Szargan, H. C. Papp, H. Baumgärtel, K. Krause, G. Ertl, M. Winnewisser, J. Schwuger, W. Fratzscher, W. Lorenz/A. Meisel/K. Quitzsch, Habili-tanden: K. Möhle/K.-H. Hallmeier/G. Wittstock, Großbothen: R. Schmidt, M. Brauer, W. Höflechner.
2004
Wilhelm-Ostwald-Symposium der Berlin-Brandenburgischen Akademie der Wissenschaften und der Sächsischen Akademie der Wissenschaften zu Leipzig, unterstützt durch die Estnische Akademie der Wissenschaften und die Lettische Akademie der Wissenschaften am 26. und 27. November 2004 in Berlin zu interdisziplinären und internationalen Aspekten bei Ostwald.
Moderation: Eberhard Knobloch, Berlin und Wolfgang Fratzscher, Halle. Vorträge: Ortrun Riha, Leipzig: Kind seiner Zeit: Ostwald aus wissenschaftshistorischer Perspektive / Erki Tammiksaar, Tartu: Wilhelm Ostwald und Tartu / Klaus Mainzer, Augsburg: Katalyse und Energie – Wilhelm Ostwalds Naturphilosophie gestern und heute / Wolfgang Fratzscher, Halle: Technische Energetik oder Allgemeine Energietechnik / Jan Koenderink, Utrecht: Ostwald and the Theory of Colors / Frank-Michael Matysik, Leipzig: Physikalische Chemie und Elektrochemie: Ostwalds Meilensteine und Akzente / Regina Zott, Berlin: Bewirtschaftung des Geistes – Wilhelm Ostwald über Lernen, Studieren und Reformieren.